# 2013–2014-es férfi EHF-kupa
A 2013–2014-es férfi EHF-kupa az európai férfi kézilabda-klubcsapatok második legrangosabb tornájának 33. kiírása. Ide azok a csapatok jutottak be, amelyek hazájuk bajnokságában a második helyén, vagy amelyek az EHF-bajnokok ligája csoportkörének harmadik helyén végeztek.

## Lebonyolítás
A sorozat első három köre oda-visszavágós alapon zajlik. Ezután a csapatok a csoportkörben ugyancsak oda-visszavágós alapon játszanak le 6 meccset, innen az első két helyezett jut tovább a negyeddöntőbe. A negyeddöntő után egy úgynevezett döntő torna dönti el a győztes kilétét.

## Első kör

### Eredmények
| 1. csapat                | Össz. | 2. csapat                | 1. mérk. | 2. mérk. |
| ------------------------ | ----- | ------------------------ | -------- | -------- |
| HC Meshkov Brest         | 59–43 | Maccabi Rishon-Lezion    | 25–19    | 34–24    |
| HC Sporta Hlohovec       | 57–52 | TSV St. Otmar St. Gallen | 29–21    | 28–31    |
| OCI-Lions                | 51–66 | Haukar                   | 33–36    | 18–30    |
| HBC Ronal Jicin          | 72–30 | HC Dobrudja              | 35–15    | 37–15    |
| Handball Kaerjeng        | 56–57 | Klaipeda Dragunas        | 30–30    | 26–27    |
| Grundfos Tatabánya KC    | 65–52 | Achilles Bocholt         | 30–22    | 35–30    |
| London GD Handball Club  | 32–82 | B.B. Ankara Spor         | 14–44    | 18–38    |
| Maccabi "Tyrec" Tel Aviv | 67–64 | HC Lovcen Cetinje        | 37–35    | 30–29    |
| Pölva Serviti            | 49–62 | Fyllingen Bergen         | 27–30    | 22–32    |
| KH Prishtina             | 50–63 | Bregenz Handball         | 22–28    | 28–35    |

| 2013. szeptember 7. 16:00 | HC Meshkov Brest           | 25 – 19     | Maccabi Rishon-Lezion | Breszt Nézőszám: 750 Játékvezetők: Leszczynski, Piechota (lengyelek) |
| 2013. szeptember 7. 16:00 | Kamyshyk, Shumak, Spiler 4 | (16 – 11)   | Gera 7                | Breszt Nézőszám: 750 Játékvezetők: Leszczynski, Piechota (lengyelek) |
| 2013. szeptember 7. 16:00 | 5× 3×                      | Jegyzőkönyv | 1× 3×                 | Breszt Nézőszám: 750 Játékvezetők: Leszczynski, Piechota (lengyelek) |

| 2013. szeptember 8. 15:00 | Maccabi Rishon-Lezion | 24 – 34     | HC Meshkov Brest | Breszt Nézőszám: 800 Játékvezetők: Leszczynski, Piechota (lengyelek) |
| 2013. szeptember 8. 15:00 | Neeman 5              | (11 – 16)   | Astrashapkin 6   | Breszt Nézőszám: 800 Játékvezetők: Leszczynski, Piechota (lengyelek) |
| 2013. szeptember 8. 15:00 | 2× 3×                 | Jegyzőkönyv | 3× 3×            | Breszt Nézőszám: 800 Játékvezetők: Leszczynski, Piechota (lengyelek) |

| 2013. szeptember 7. 18:00 | HC Sporta Hlohovec | 29 – 21     | TSV St. Otmar St. Gallen | Galgóc Nézőszám: 1100 Játékvezetők: Lah, Sok (szlovénok) |
| 2013. szeptember 7. 18:00 | Mazur 8            | (14 – 11)   | Brücker 5                | Galgóc Nézőszám: 1100 Játékvezetők: Lah, Sok (szlovénok) |
| 2013. szeptember 7. 18:00 | 2× 2×              | Jegyzőkönyv | 3× 3×                    | Galgóc Nézőszám: 1100 Játékvezetők: Lah, Sok (szlovénok) |

| 2013. szeptember 15. 17:00 | TSV St. Otmar St. Gallen | 31 – 28     | HC Sporta Hlohovec | Sankt Gallen Nézőszám: 750 Játékvezetők: Mitrevski, Todorovski (macedónok) |
| 2013. szeptember 15. 17:00 | Szymanski 7              | (17 – 14)   | Mazur 10           | Sankt Gallen Nézőszám: 750 Játékvezetők: Mitrevski, Todorovski (macedónok) |
| 2013. szeptember 15. 17:00 | 4× 3×                    | Jegyzőkönyv | 4× 3×              | Sankt Gallen Nézőszám: 750 Játékvezetők: Mitrevski, Todorovski (macedónok) |

| 2013. szeptember 13. 19:00 | OCI-Lions | 33 – 36     | Haukar       | Asvöllum Nézőszám: 350 Játékvezetők: Martens, Verdonck (belgák) |
| 2013. szeptember 13. 19:00 | Pejović 6 | (18 – 19)   | Sveinsson 12 | Asvöllum Nézőszám: 350 Játékvezetők: Martens, Verdonck (belgák) |
| 2013. szeptember 13. 19:00 | 4× 2×     | Jegyzőkönyv | 2× 3×        | Asvöllum Nézőszám: 350 Játékvezetők: Martens, Verdonck (belgák) |

| 2013. szeptember 14. 17:00 | Haukar               | 30 – 18     | OCI-Lions | Asvöllum Nézőszám: 550 Játékvezetők: Martens, Verdonck (belgák) |
| 2013. szeptember 14. 17:00 | Baumruk, Sveinsson 5 | (15 – 11)   | Adams 5   | Asvöllum Nézőszám: 550 Játékvezetők: Martens, Verdonck (belgák) |
| 2013. szeptember 14. 17:00 | 2× 3×                | Jegyzőkönyv | 2× 3×     | Asvöllum Nézőszám: 550 Játékvezetők: Martens, Verdonck (belgák) |

| 2013. szeptember 7. 18:00 | HBC Ronal Jicin           | 35 – 15     | HC Dobrudja                     | Nový Jičín Nézőszám: 680 Játékvezetők: Azemi, Beqiri (koszovóiak) |
| 2013. szeptember 7. 18:00 | Klacko, Krahulec, Zeman 4 | (17 – 7)    | Chernev, Yakubov, Yosnu Nadir 3 | Nový Jičín Nézőszám: 680 Játékvezetők: Azemi, Beqiri (koszovóiak) |
| 2013. szeptember 7. 18:00 | 7× 2×                     | Jegyzőkönyv | 3× 3×                           | Nový Jičín Nézőszám: 680 Játékvezetők: Azemi, Beqiri (koszovóiak) |

| 2013. szeptember 8. 17:00 | HC Dobrudja        | 15 – 37     | HBC Ronal Jicin | Nový Jičín Nézőszám: 680 Játékvezetők: Azemi, Beqiri (koszovóiak) |
| 2013. szeptember 8. 17:00 | Chernev, Yakubov 4 | (6 – 15)    | Drbohlav 7      | Nový Jičín Nézőszám: 680 Játékvezetők: Azemi, Beqiri (koszovóiak) |
| 2013. szeptember 8. 17:00 | 4× 3×              | Jegyzőkönyv | 4× 3×           | Nový Jičín Nézőszám: 680 Játékvezetők: Azemi, Beqiri (koszovóiak) |

| 2013. szeptember 8. 18:00 | Handball Kaerjeng | 30 – 30     | Klaipeda Dragunas | Bascharage Nézőszám: 355 Játékvezetők: Sirbu, Suponicov (moldávok) |
| 2013. szeptember 8. 18:00 | Temelkov 9        | (18 – 13)   | Juska, Moroko 7   | Bascharage Nézőszám: 355 Játékvezetők: Sirbu, Suponicov (moldávok) |
| 2013. szeptember 8. 18:00 | 2× 3×             | Jegyzőkönyv | 5× 3× 1×          | Bascharage Nézőszám: 355 Játékvezetők: Sirbu, Suponicov (moldávok) |

| 2013. szeptember 14. 18:30 | Klaipeda Dragunas | 27 – 26     | Handball Kaerjeng | Klaipėda Nézőszám: 400 Játékvezetők: Aghakishi, Aghakishi (azeriek) |
| 2013. szeptember 14. 18:30 | Petreikis 5       | (15 – 12)   | Volpi 7           | Klaipėda Nézőszám: 400 Játékvezetők: Aghakishi, Aghakishi (azeriek) |
| 2013. szeptember 14. 18:30 | 4× 3× 1×          | Jegyzőkönyv | 1× 2×             | Klaipėda Nézőszám: 400 Játékvezetők: Aghakishi, Aghakishi (azeriek) |

| 2013. szeptember 7. 19:00 | Grundfos Tatabánya KC | 30 – 22     | Achilles Bocholt | Tatabánya Nézőszám: 450 Játékvezetők: Vitaku, Vitaku (koszovóiak) |
| 2013. szeptember 7. 19:00 | Bodó, Harsányi 6      | (14 – 15)   | Kedziora 6       | Tatabánya Nézőszám: 450 Játékvezetők: Vitaku, Vitaku (koszovóiak) |
| 2013. szeptember 7. 19:00 | 3× 3×                 | Jegyzőkönyv | 2× 3×            | Tatabánya Nézőszám: 450 Játékvezetők: Vitaku, Vitaku (koszovóiak) |

| 2013. szeptember 14. 20:15 | Achilles Bocholt | 30 – 35     | Grundfos Tatabánya KC | Bocholt Nézőszám: 400 Játékvezetők: Novikov, Perepilitsy (ukránok) |
| 2013. szeptember 14. 20:15 | Valkenborgh 9    | (14 – 17)   | Bodó 8                | Bocholt Nézőszám: 400 Játékvezetők: Novikov, Perepilitsy (ukránok) |
| 2013. szeptember 14. 20:15 | 1× 3×            | Jegyzőkönyv | 2× 3×                 | Bocholt Nézőszám: 400 Játékvezetők: Novikov, Perepilitsy (ukránok) |

| 2013. szeptember 14. 17:00 | London GD Handball Club | 14 – 44     | B.B. Ankara Spor | Ankara Nézőszám: 200 Játékvezetők: Doychinov, Goretsov (bolgárok) |
| 2013. szeptember 14. 17:00 | Altong 3                | (9 – 18)    | Diri 8           | Ankara Nézőszám: 200 Játékvezetők: Doychinov, Goretsov (bolgárok) |
| 2013. szeptember 14. 17:00 | 1× 2×                   | Jegyzőkönyv | 2× 2×            | Ankara Nézőszám: 200 Játékvezetők: Doychinov, Goretsov (bolgárok) |

| 2013. szeptember 15. 17:00 | B.B. Ankara Spor | 38 – 18     | London GD Handball Club | Ankara Nézőszám: 120 Játékvezetők: Doychinov, Goretsov (bolgárok) |
| 2013. szeptember 15. 17:00 | Yilmaz 12        | (17 – 7)    | Ferrer Torras 5         | Ankara Nézőszám: 120 Játékvezetők: Doychinov, Goretsov (bolgárok) |
| 2013. szeptember 15. 17:00 | 6× 3×            | Jegyzőkönyv | 2× 3×                   | Ankara Nézőszám: 120 Játékvezetők: Doychinov, Goretsov (bolgárok) |

| 2013. szeptember 16. 20:00 | Maccabi "Tyrec" Tel Aviv | 37 – 35     | HC Lovcen Cetinje | Raanana Nézőszám: 200 Játékvezetők: Mandak, Rudinsky (szlovákok) |
| 2013. szeptember 16. 20:00 | Butulija 12              | (20 – 16)   | Marković 9        | Raanana Nézőszám: 200 Játékvezetők: Mandak, Rudinsky (szlovákok) |
| 2013. szeptember 16. 20:00 | 5× 3×                    | Jegyzőkönyv | 7× 3×             | Raanana Nézőszám: 200 Játékvezetők: Mandak, Rudinsky (szlovákok) |

| 2013. szeptember 17. 20:00 | HC Lovcen Cetinje | 29 – 30     | Maccabi "Tyrec" Tel Aviv | Raanana Nézőszám: 200 Játékvezetők: Mandak, Rudinsky (szlovákok) |
| 2013. szeptember 17. 20:00 | Popović 8         | (11 – 16)   | Butulija 12              | Raanana Nézőszám: 200 Játékvezetők: Mandak, Rudinsky (szlovákok) |
| 2013. szeptember 17. 20:00 | 5× 2×             | Jegyzőkönyv | 4× 3×                    | Raanana Nézőszám: 200 Játékvezetők: Mandak, Rudinsky (szlovákok) |

| 2013. szeptember 7. 18:00 | Pölva Serviti | 27 – 30     | Fyllingen Bergen | Pőlva Nézőszám: 800 Játékvezetők: Bounouara, Sami (franciák) |
| 2013. szeptember 7. 18:00 | Puna 12       | (12 – 17)   | Ungesson 8       | Pőlva Nézőszám: 800 Játékvezetők: Bounouara, Sami (franciák) |
| 2013. szeptember 7. 18:00 | 3× 2×         | Jegyzőkönyv | 4× 3×            | Pőlva Nézőszám: 800 Játékvezetők: Bounouara, Sami (franciák) |

| 2013. szeptember 15. 18:00 | Fyllingen Bergen | 32 – 22     | Pölva Serviti | Bergen Nézőszám: 202 Játékvezetők: Andorka, Hucker (magyarok) |
| 2013. szeptember 15. 18:00 | Hvidsten 9       | (13 – 12)   | Puna 7        | Bergen Nézőszám: 202 Játékvezetők: Andorka, Hucker (magyarok) |
| 2013. szeptember 15. 18:00 | 4× 2×            | Jegyzőkönyv | 2× 2×         | Bergen Nézőszám: 202 Játékvezetők: Andorka, Hucker (magyarok) |

| 2013. szeptember 7. 20:10 | KH Prishtina | 22 – 28     | Bregenz Handball | Pristina Nézőszám: 1000 Játékvezetők: Hajek, Macho (csehek) |
| 2013. szeptember 7. 20:10 | Krasniqi 5   | (11 – 12)   | Gavranović 8     | Pristina Nézőszám: 1000 Játékvezetők: Hajek, Macho (csehek) |
| 2013. szeptember 7. 20:10 | 5× 3×        | Jegyzőkönyv | 5× 3×            | Pristina Nézőszám: 1000 Játékvezetők: Hajek, Macho (csehek) |

| 2013. szeptember 14. 19:00 | Bregenz Handball | 35 – 28     | KH Prishtina | Bregenz Nézőszám: 1200 Játékvezetők: Bol, van Eck (hollandok) |
| 2013. szeptember 14. 19:00 | Mayer 10         | (18 – 13)   | Kabashi 7    | Bregenz Nézőszám: 1200 Játékvezetők: Bol, van Eck (hollandok) |
| 2013. szeptember 14. 19:00 | 6× 1×            | Jegyzőkönyv | 3× 3×        | Bregenz Nézőszám: 1200 Játékvezetők: Bol, van Eck (hollandok) |

## Második kör

### Eredmények
| 1. csapat                       | Össz. | 2. csapat                 | 1. mérk. | 2. mérk. |
| ------------------------------- | ----- | ------------------------- | -------- | -------- |
| IFK Kristianstad                | 62–47 | Handball Esch             | 32–19    | 30–28    |
| Csurgói Kézilabda Klub          | 58–52 | BM Aragon                 | 30–27    | 28–25    |
| HC Kaustik                      | 57–54 | HC Caraș Severin          | 31–26    | 26–28    |
| Beşiktaş JK                     | 59–56 | Pfadi Winterthur          | 29–29    | 30–27    |
| HC Sporta Hlohovec              | 63–49 | RK Borac m:tel Banja Luka | 36–23    | 27–26    |
| HBC Ronal Jicin                 | 42–67 | Skjern Håndbold           | 21–38    | 21–29    |
| Permskie Medvedi                | 51–59 | HC Meshkov Brest          | 26–30    | 25–29    |
| RK Nexe                         | 54–53 | A.C. Diomidis Argous      | 26–22    | 28–31    |
| Lugi HF                         | 51–47 | Grundfos Tatabánya KC     | 27–27    | 24–20    |
| Știința Municipal Dedeman Bacău | 65–49 | Klaipeda Dragunas         | 36–21    | 29–28    |
| SKIF-Krasnodar                  | 47–58 | Porec                     | 25–29    | 22–29    |
| SL Benfica                      | 68–41 | Haukar                    | 34–19    | 34–22    |
| Chambery Savoie Handball        | 66–46 | B.B. Ankara Spor          | 34–26    | 32–20    |
| Kadetten Schaffhausen           | 66–54 | HC Portovik               | 33–28    | 33–26    |
| Mors-Thy Håndbold               | 54–45 | Fyllingen Bergen          | 27–30    | 26–25    |
| SKA Minsk                       | 53–55 | OIF Arendal               | 27–30    | 26–25    |
| Sporting CP                     | 65–50 | HV KRAS/Volendam          | 30–18    | 35–32    |
| Maccabi "Tyrec" Tel Aviv        | 49–56 | HC Zomimak-M              | 26–26    | 23–30    |
| RK Partizan                     | 39–50 | HBC Nantes                | 15–22    | 24–28    |
| Bregenz Handball                | 49–62 | RK Maribor Branik         | 26–25    | 23–37    |

| 2013. október 13. 16:30 | IFK Kristianstad | 32 – 19     | Handball Esch | Kristianstad Nézőszám: 4008 Játékvezetők: Lillepea, Kull (észtek) |
| 2013. október 13. 16:30 | Madsen 9         | (18 – 9)    | Pulli 7       | Kristianstad Nézőszám: 4008 Játékvezetők: Lillepea, Kull (észtek) |
| 2013. október 13. 16:30 | 1× 2×            | Jegyzőkönyv | 1× 3×         | Kristianstad Nézőszám: 4008 Játékvezetők: Lillepea, Kull (észtek) |

| 2013. október 19. 18:00 | Handball Esch                     | 28 – 30     | IFK Kristianstad    | Esch-sur-Alzette Nézőszám: 450 Játékvezetők: Skruzny, Kavulic (csehek) |
| 2013. október 19. 18:00 | Bock, Kohl, Malenčić, Marzadori 5 | (11 – 13)   | Lagergren, Madsen 5 | Esch-sur-Alzette Nézőszám: 450 Játékvezetők: Skruzny, Kavulic (csehek) |
| 2013. október 19. 18:00 | 4× 3×                             | Jegyzőkönyv | 6× 3×               | Esch-sur-Alzette Nézőszám: 450 Játékvezetők: Skruzny, Kavulic (csehek) |

| 2013. október 13. 18:00 | Csurgói Kézilabda Klub | 30 – 27     | BM Aragon         | Csurgó Nézőszám: 800 Játékvezetők: Gasmi, Gasmi (franciák) |
| 2013. október 13. 18:00 | Lele 8                 | (15 – 10)   | Carton Llorente 5 | Csurgó Nézőszám: 800 Játékvezetők: Gasmi, Gasmi (franciák) |
| 2013. október 13. 18:00 | 2× 3×                  | Jegyzőkönyv | 1× 3×             | Csurgó Nézőszám: 800 Játékvezetők: Gasmi, Gasmi (franciák) |

| 2013. október 19. 19:00 | BM Aragon    | 25 – 28     | Csurgói Kézilabda Klub | Zaragoza Nézőszám: 2300 Játékvezetők: Johansson, Kliko (svédek) |
| 2013. október 19. 19:00 | Rial Ricoy 6 | (12 – 13)   | Pukhouski 9            | Zaragoza Nézőszám: 2300 Játékvezetők: Johansson, Kliko (svédek) |
| 2013. október 19. 19:00 | 1× 3× 1×     | Jegyzőkönyv | 4× 3× 1×               | Zaragoza Nézőszám: 2300 Játékvezetők: Johansson, Kliko (svédek) |

| 2013. október 19. 16:00 | HC Kaustik   | 31 – 26     | HC Caraș Severin | Volgográd Nézőszám: 1200 Játékvezetők: Andorka, Hucker (magyarok) |
| 2013. október 19. 16:00 | Komogorov 12 | (17 – 12)   | Grigoraș 7       | Volgográd Nézőszám: 1200 Játékvezetők: Andorka, Hucker (magyarok) |
| 2013. október 19. 16:00 | 3× 2×        | Jegyzőkönyv | 4× 2×            | Volgográd Nézőszám: 1200 Játékvezetők: Andorka, Hucker (magyarok) |

| 2013. október 20. 14:00 | HC Caraș Severin | 28 – 26     | HC Kaustik | Volgográd Nézőszám: 1200 Játékvezetők: Andorka, Hucker (magyarok) |
| 2013. október 20. 14:00 | Negru 10         | (11 – 10)   | Fedisko 6  | Volgográd Nézőszám: 1200 Játékvezetők: Andorka, Hucker (magyarok) |
| 2013. október 20. 14:00 | 6× 2×            | Jegyzőkönyv | 5× 3× 1×   | Volgográd Nézőszám: 1200 Játékvezetők: Andorka, Hucker (magyarok) |

| 2013. október 12. 16:00 | Beşiktaş JK | 29 – 29     | Pfadi Winterthur | Isztambul Nézőszám: 550 Játékvezetők: Jurinović, Mrvica (horvátok) |
| 2013. október 12. 16:00 | Döne 8      | (12 – 13)   | Jud 6            | Isztambul Nézőszám: 550 Játékvezetők: Jurinović, Mrvica (horvátok) |
| 2013. október 12. 16:00 | 2× 2×       | Jegyzőkönyv | 3× 3×            | Isztambul Nézőszám: 550 Játékvezetők: Jurinović, Mrvica (horvátok) |

| 2013. október 20. 18:00 | Pfadi Winterthur | 27 – 30     | Beşiktaş JK | Winterthur Nézőszám: 1400 Játékvezetők: Vesović, Mitrović (montenegróiak) |
| 2013. október 20. 18:00 | Hess 7           | (10 – 13)   | Döne 14     | Winterthur Nézőszám: 1400 Játékvezetők: Vesović, Mitrović (montenegróiak) |
| 2013. október 20. 18:00 | 4× 3×            | Jegyzőkönyv | 7× 2×       | Winterthur Nézőszám: 1400 Játékvezetők: Vesović, Mitrović (montenegróiak) |

| 2013. október 12. 18:00 | HC Sporta Hlohovec | 36 – 23     | RK Borac m:tel Banja Luka | Galgóc Nézőszám: 1300 Játékvezetők: Katsikis, Michailidis (görögök) |
| 2013. október 12. 18:00 | Duris 7            | (15 – 8)    | Trivundza 6               | Galgóc Nézőszám: 1300 Játékvezetők: Katsikis, Michailidis (görögök) |
| 2013. október 12. 18:00 | 1× 2×              | Jegyzőkönyv | 4× 2×                     | Galgóc Nézőszám: 1300 Játékvezetők: Katsikis, Michailidis (görögök) |

| 2013. október 13. 18:00 | RK Borac m:tel Banja Luka | 26 – 27     | HC Sporta Hlohovec | Galgóc Nézőszám: 1200 Játékvezetők: Katsikis, Michailidis (görögök) |
| 2013. október 13. 18:00 | Trivundza 9               | (14 – 12)   | Mazur 7            | Galgóc Nézőszám: 1200 Játékvezetők: Katsikis, Michailidis (görögök) |
| 2013. október 13. 18:00 | 3× 3×                     | Jegyzőkönyv | 1× 3×              | Galgóc Nézőszám: 1200 Játékvezetők: Katsikis, Michailidis (görögök) |

| 2013. október 12. 20:20 | HBC Ronal Jicin | 21 – 38     | Skjern Håndbold | Nový Jičín Nézőszám: 720 Játékvezetők: Aliyev, Aghakishiyev (azeriek) |
| 2013. október 12. 20:20 | Drbohlav 4      | (10 – 21)   | Rasmussen 8     | Nový Jičín Nézőszám: 720 Játékvezetők: Aliyev, Aghakishiyev (azeriek) |
| 2013. október 12. 20:20 | 1× 3×           | Jegyzőkönyv | 3× 3×           | Nový Jičín Nézőszám: 720 Játékvezetők: Aliyev, Aghakishiyev (azeriek) |

| 2013. október 20. 17:00 | Skjern Håndbold | 29 – 21     | HBC Ronal Jicin | Skjern Nézőszám: 1415 Játékvezetők: Cabrejas, Sanchez (spanyolok) |
| 2013. október 20. 17:00 | Christensen 8   | (11 – 14)   | Vocasek 8       | Skjern Nézőszám: 1415 Játékvezetők: Cabrejas, Sanchez (spanyolok) |
| 2013. október 20. 17:00 | 6× 3×           | Jegyzőkönyv | 3× 2×           | Skjern Nézőszám: 1415 Játékvezetők: Cabrejas, Sanchez (spanyolok) |

| 2013. október 12. 15:00 | Permskie Medvedi  | 26 – 30     | HC Meshkov Brest   | Perm Nézőszám: 2000 Játékvezetők: Pandzić, Satordzija (bosnyákok) |
| 2013. október 12. 15:00 | Shindin, Soroka 7 | (11 – 15)   | Djukić, Kamyshyk 5 | Perm Nézőszám: 2000 Játékvezetők: Pandzić, Satordzija (bosnyákok) |
| 2013. október 12. 15:00 | 4× 3×             | Jegyzőkönyv | 5× 3× 1×           | Perm Nézőszám: 2000 Játékvezetők: Pandzić, Satordzija (bosnyákok) |

| 2013. október 19. 17:00 | HC Meshkov Brest | 29 – 25     | Permskie Medvedi | Breszt Nézőszám: 2000 Játékvezetők: Krkacev, Kolevski (macedónok) |
| 2013. október 19. 17:00 | Kamyshyk 11      | (13 – 13)   | Krivenko 6       | Breszt Nézőszám: 2000 Játékvezetők: Krkacev, Kolevski (macedónok) |
| 2013. október 19. 17:00 | 4× 3×            | Jegyzőkönyv | 5× 3×            | Breszt Nézőszám: 2000 Játékvezetők: Krkacev, Kolevski (macedónok) |

| 2013. október 12. 19:00 | RK Nexe | 26 – 22     | A.C. Diomidis Argous | Nekcse Nézőszám: 750 Játékvezetők: Ben-Dan, Faran (izraeliek) |
| 2013. október 12. 19:00 | Eter 6  | (10 – 10)   | Tašković 7           | Nekcse Nézőszám: 750 Játékvezetők: Ben-Dan, Faran (izraeliek) |
| 2013. október 12. 19:00 | 6× 2×   | Jegyzőkönyv | 6× 3×                | Nekcse Nézőszám: 750 Játékvezetők: Ben-Dan, Faran (izraeliek) |

| 2013. október 20. 18:30 | A.C. Diomidis Argous      | 31 – 28     | RK Nexe | Nea Kios Nézőszám: 290 Játékvezetők: Cvetko, Kavalar (szlovénok) |
| 2013. október 20. 18:30 | Megaloikonomou, Samaras 7 | (17 – 13)   | Ivić 9  | Nea Kios Nézőszám: 290 Játékvezetők: Cvetko, Kavalar (szlovénok) |
| 2013. október 20. 18:30 | 3× 3×                     | Jegyzőkönyv | 1× 3×   | Nea Kios Nézőszám: 290 Játékvezetők: Cvetko, Kavalar (szlovénok) |

| 2013. október 13. 17:00 | Lugi HF   | 27 – 27     | Grundfos Tatabánya KC | Lund Nézőszám: 639 Játékvezetők: Čindrić, Gonžurek (horvátok) |
| 2013. október 13. 17:00 | Skäremo 7 | (10 – 13)   | Harsányi 7            | Lund Nézőszám: 639 Játékvezetők: Čindrić, Gonžurek (horvátok) |
| 2013. október 13. 17:00 | 4× 3×     | Jegyzőkönyv | 2× 2×                 | Lund Nézőszám: 639 Játékvezetők: Čindrić, Gonžurek (horvátok) |

| 2013. október 19. 18:00 | Grundfos Tatabánya KC | 20 – 24     | Lugi HF  | Tatabánya Nézőszám: 978 Játékvezetők: Freitas, Carvalho (portugálok) |
| 2013. október 19. 18:00 | Bodó 5                | (9 – 11)    | Meijer 7 | Tatabánya Nézőszám: 978 Játékvezetők: Freitas, Carvalho (portugálok) |
| 2013. október 19. 18:00 | 3× 3× 1×              | Jegyzőkönyv | 5× 3×    | Tatabánya Nézőszám: 978 Játékvezetők: Freitas, Carvalho (portugálok) |

| 2013. október 12. 18:00 | Știința Dedeman Bacău | 36 – 21     | Klaipeda Dragunas | Bákó Nézőszám: 900 Játékvezetők: Vitaku, Vitaku (koszovóiak) |
| 2013. október 12. 18:00 | Ghiță 7               | (17 – 9)    | Dumcius 5         | Bákó Nézőszám: 900 Játékvezetők: Vitaku, Vitaku (koszovóiak) |
| 2013. október 12. 18:00 | 4× 3×                 | Jegyzőkönyv | 3× 3×             | Bákó Nézőszám: 900 Játékvezetők: Vitaku, Vitaku (koszovóiak) |

| 2013. október 20. 14:00 | Klaipeda Dragunas         | 28 – 29     | Știința Dedeman Bacău | Klaipėda Nézőszám: 450 Játékvezetők: Boričić, Marković (szerbek) |
| 2013. október 20. 14:00 | Petreikis, Stankevicius 7 | (11 – 15)   | Michelin 9            | Klaipėda Nézőszám: 450 Játékvezetők: Boričić, Marković (szerbek) |
| 2013. október 20. 14:00 | 5× 3×                     | Jegyzőkönyv | 5× 3×                 | Klaipėda Nézőszám: 450 Játékvezetők: Boričić, Marković (szerbek) |

| 2013. október 13. 16:00 | SKIF-Krasnodar | 25 – 29     | Porec      | Krasznodar Nézőszám: 1000 Játékvezetők: Kékes, Kékes (magyarok) |
| 2013. október 13. 16:00 | Bezenar 6      | (12 – 14)   | Buvinić 10 | Krasznodar Nézőszám: 1000 Játékvezetők: Kékes, Kékes (magyarok) |
| 2013. október 13. 16:00 | 4× 3×          | Jegyzőkönyv | 2× 2×      | Krasznodar Nézőszám: 1000 Játékvezetők: Kékes, Kékes (magyarok) |

| 2013. október 20. 18:00 | Porec     | 29 – 22     | SKIF-Krasnodar | Poreč Nézőszám: 600 Játékvezetők: Bernet, Wick (svájciak) |
| 2013. október 20. 18:00 | Buvinić 6 | (16 – 13)   | Salikov 8      | Poreč Nézőszám: 600 Játékvezetők: Bernet, Wick (svájciak) |
| 2013. október 20. 18:00 | 5× 3×     | Jegyzőkönyv | 7× 2× 1×       | Poreč Nézőszám: 600 Játékvezetők: Bernet, Wick (svájciak) |

| 2013. október 12. 18:00 | SL Benfica  | 34 – 19     | Haukar          | Lisszabon Nézőszám: 400 Játékvezetők: Buache, Meyer (svájciak) |
| 2013. október 12. 18:00 | Carneiro 10 | (19 – 11)   | Steinthorsson 6 | Lisszabon Nézőszám: 400 Játékvezetők: Buache, Meyer (svájciak) |
| 2013. október 12. 18:00 | 1× 3×       | Jegyzőkönyv | 3× 3×           | Lisszabon Nézőszám: 400 Játékvezetők: Buache, Meyer (svájciak) |

| 2013. október 20. 17:00 | Haukar    | 22 – 34     | SL Benfica | Asvöllum Nézőszám: 600 Játékvezetők: Olesen, Pedersen (dánok) |
| 2013. október 20. 17:00 | Baumruk 7 | (10 – 17)   | Carvalho 8 | Asvöllum Nézőszám: 600 Játékvezetők: Olesen, Pedersen (dánok) |
| 2013. október 20. 17:00 | 7× 2×     | Jegyzőkönyv | 4× 3× 1×   | Asvöllum Nézőszám: 600 Játékvezetők: Olesen, Pedersen (dánok) |

| 2013. október 19. 20:00 | Chambery Savoie Handball | 34 – 26     | B.B. Ankara Spor | Chambéry Nézőszám: 2600 Játékvezetők: Kaveshnikov, Plotnikov (oroszok) |
| 2013. október 19. 20:00 | Bičanić 7                | (20 – 12)   | Ternovoy 6       | Chambéry Nézőszám: 2600 Játékvezetők: Kaveshnikov, Plotnikov (oroszok) |
| 2013. október 19. 20:00 | 2× 2×                    | Jegyzőkönyv | 4× 3× 1×         | Chambéry Nézőszám: 2600 Játékvezetők: Kaveshnikov, Plotnikov (oroszok) |

| 2013. október 20. 18:00 | B.B. Ankara Spor | 20 – 32     | Chambery Savoie Handball | Chambéry Nézőszám: 3010 Játékvezetők: Kaveshnikov, Plotnikov (oroszok) |
| 2013. október 20. 18:00 | Kerem 7          | (10 – 16)   | Bašić 7                  | Chambéry Nézőszám: 3010 Játékvezetők: Kaveshnikov, Plotnikov (oroszok) |
| 2013. október 20. 18:00 | 7× 2×            | Jegyzőkönyv | 6× 3×                    | Chambéry Nézőszám: 3010 Játékvezetők: Kaveshnikov, Plotnikov (oroszok) |

| 2013. október 19. 19:30 | Kadetten Schaffhausen | 33 – 28     | HC Portovik                  | Schaffhausen Nézőszám: 750 Játékvezetők: Tzaferopoulos, Bethmann (görögök) |
| 2013. október 19. 19:30 | Jurca 7               | (15 – 13)   | Denysov, Gunko, Kozakevych 6 | Schaffhausen Nézőszám: 750 Játékvezetők: Tzaferopoulos, Bethmann (görögök) |
| 2013. október 19. 19:30 | 3× 3×                 | Jegyzőkönyv | 3×                           | Schaffhausen Nézőszám: 750 Játékvezetők: Tzaferopoulos, Bethmann (görögök) |

| 2013. október 20. 17:30 | HC Portovik    | 26 – 33     | Kadetten Schaffhausen | Schaffhausen Nézőszám: 760 Játékvezetők: Tzaferopoulos, Bethmann (görögök) |
| 2013. október 20. 17:30 | Poltoratskyi 6 | (11 – 14)   | Goepfert, Mamić 7     | Schaffhausen Nézőszám: 760 Játékvezetők: Tzaferopoulos, Bethmann (görögök) |
| 2013. október 20. 17:30 | 5× 3× 1×       | Jegyzőkönyv | 1× 3×                 | Schaffhausen Nézőszám: 760 Játékvezetők: Tzaferopoulos, Bethmann (görögök) |

| 2013. október 13. 15:30 | Mors-Thy Håndbold | 26 – 18     | Fyllingen Bergen | Nikobing Mors Nézőszám: 868 Játékvezetők: Bonifert, Oláh (magyarok) |
| 2013. október 13. 15:30 | Karlsson, Kvist 5 | (10 – 10)   | Reinkind 6       | Nikobing Mors Nézőszám: 868 Játékvezetők: Bonifert, Oláh (magyarok) |
| 2013. október 13. 15:30 | 2× 3×             | Jegyzőkönyv | 2× 3×            | Nikobing Mors Nézőszám: 868 Játékvezetők: Bonifert, Oláh (magyarok) |

| 2013. október 20. 18:00 | Fyllingen Bergen  | 27 – 28     | Mors-Thy Håndbold | Bergen Nézőszám: 312 Játékvezetők: Mäkinen, Jonsson (svédek) |
| 2013. október 20. 18:00 | Lunde, Reinkind 8 | (10 – 11)   | Olafsson 6        | Bergen Nézőszám: 312 Játékvezetők: Mäkinen, Jonsson (svédek) |
| 2013. október 20. 18:00 | 3× 3×             | Jegyzőkönyv | 5× 3×             | Bergen Nézőszám: 312 Játékvezetők: Mäkinen, Jonsson (svédek) |

| 2013. október 19. 17:00 | SKA Minsk | 27 – 30     | OIF Arendal | Arendal Nézőszám: 550 Játékvezetők: Konjicanin, Konjicanin (bosnyákok) |
| 2013. október 19. 17:00 | Krytski 7 | (13 – 15)   | Paulsen 9   | Arendal Nézőszám: 550 Játékvezetők: Konjicanin, Konjicanin (bosnyákok) |
| 2013. október 19. 17:00 | 2× 3×     | Jegyzőkönyv | 2× 3×       | Arendal Nézőszám: 550 Játékvezetők: Konjicanin, Konjicanin (bosnyákok) |

| 2013. október 20. 18:00 | OIF Arendal | 25 – 26     | SKA Minsk              | Arendal Nézőszám: 650 Játékvezetők: Konjicanin, Konjicanin (bosnyákok) |
| 2013. október 20. 18:00 | Pedersen 6  | (9 – 13)    | Gayduchenko, Zaitsau 6 | Arendal Nézőszám: 650 Játékvezetők: Konjicanin, Konjicanin (bosnyákok) |
| 2013. október 20. 18:00 | 4× 3×       | Jegyzőkönyv | 4× 2×                  | Arendal Nézőszám: 650 Játékvezetők: Konjicanin, Konjicanin (bosnyákok) |

| 2013. október 12. 21:00 | Sporting CP   | 30 – 18     | HV KRAS/Volendam | Lisszabon Nézőszám: 500 Játékvezetők: San Jose, Murcia (spanyolok) |
| 2013. október 12. 21:00 | Carol Marzo 6 | (16 – 3)    | Schilder 6       | Lisszabon Nézőszám: 500 Játékvezetők: San Jose, Murcia (spanyolok) |
| 2013. október 12. 21:00 | 7× 2×         | Jegyzőkönyv | 7× 3×            | Lisszabon Nézőszám: 500 Játékvezetők: San Jose, Murcia (spanyolok) |

| 2013. október 19. 19:00 | HV KRAS/Volendam | 32 – 35     | Sporting CP        | Volendam Nézőszám: 350 Játékvezetők: Mykolaitis, Sniurevicius (litvánok) |
| 2013. október 19. 19:00 | Adams 8          | (18 – 18)   | Martins da Silva 8 | Volendam Nézőszám: 350 Játékvezetők: Mykolaitis, Sniurevicius (litvánok) |
| 2013. október 19. 19:00 | 3× 3×            | Jegyzőkönyv | 3× 2×              | Volendam Nézőszám: 350 Játékvezetők: Mykolaitis, Sniurevicius (litvánok) |

| 2013. október 12. 20:00 | Maccabi "Tyrec" Tel Aviv | 26 – 26     | HC Zomimak-M | Raanana Nézőszám: 300 Játékvezetők: Kouz, Zhoba (ukránok) |
| 2013. október 12. 20:00 | Bosković 9               | (13 – 14)   | Chanturia 6  | Raanana Nézőszám: 300 Játékvezetők: Kouz, Zhoba (ukránok) |
| 2013. október 12. 20:00 | 4× 2×                    | Jegyzőkönyv | 7× 3× 1×     | Raanana Nézőszám: 300 Játékvezetők: Kouz, Zhoba (ukránok) |

| 2013. október 19. 19:00 | HC Zomimak-M | 30 – 23     | Maccabi "Tyrec" Tel Aviv | Sztrumica Nézőszám: 2400 Játékvezetők: Pavel, State (románok) |
| 2013. október 19. 19:00 | Stojanović 7 | (14 – 10)   | Matalon 6                | Sztrumica Nézőszám: 2400 Játékvezetők: Pavel, State (románok) |
| 2013. október 19. 19:00 | 5× 3×        | Jegyzőkönyv | 1× 3×                    | Sztrumica Nézőszám: 2400 Játékvezetők: Pavel, State (románok) |

| 2013. október 12. 19:30 | RK Partizan  | 15 – 22     | HBC Nantes     | Belgrád Nézőszám: 0 Játékvezetők: Nabokau, Kulik (fehéroroszok) |
| 2013. október 12. 19:30 | Sretenović 4 | (7 – 11)    | Rivera Folch 9 | Belgrád Nézőszám: 0 Játékvezetők: Nabokau, Kulik (fehéroroszok) |
| 2013. október 12. 19:30 | 4× 3×        | Jegyzőkönyv | 3× 3×          | Belgrád Nézőszám: 0 Játékvezetők: Nabokau, Kulik (fehéroroszok) |

| 2013. október 20. 16:00 | HBC Nantes | 28 – 24     | RK Partizan | Nantes Nézőszám: 4250 Játékvezetők: Nabokau, Kulik (fehéroroszok) |
| 2013. október 20. 16:00 | Nyateu 8   | (12 – 9)    | Marsenić 6  | Nantes Nézőszám: 4250 Játékvezetők: Nabokau, Kulik (fehéroroszok) |
| 2013. október 20. 16:00 | 3× 3×      | Jegyzőkönyv | 3× 3×       | Nantes Nézőszám: 4250 Játékvezetők: Nabokau, Kulik (fehéroroszok) |

| 2013. október 12. 19:00 | Bregenz Handball | 26 – 25     | RK Maribor Branik | Bregenz Nézőszám: 1100 Játékvezetők: Yudchyts, Kot (fehéroroszok) |
| 2013. október 12. 19:00 | Mayer 9          | (12 – 13)   | Zarabec 8         | Bregenz Nézőszám: 1100 Játékvezetők: Yudchyts, Kot (fehéroroszok) |
| 2013. október 12. 19:00 | 4× 3×            | Jegyzőkönyv | 4× 3×             | Bregenz Nézőszám: 1100 Játékvezetők: Yudchyts, Kot (fehéroroszok) |

| 2013. október 19. 19:00 | RK Maribor Branik | 37 – 23     | Bregenz Handball | Maribor Nézőszám: 900 Játékvezetők: Mata, Lopez (spanyolok) |
| 2013. október 19. 19:00 | Zarabec 10        | (17 – 11)   | Babarskas 6      | Maribor Nézőszám: 900 Játékvezetők: Mata, Lopez (spanyolok) |
| 2013. október 19. 19:00 | 4× 3×             | Jegyzőkönyv | 2× 3×            | Maribor Nézőszám: 900 Játékvezetők: Mata, Lopez (spanyolok) |

## Harmadik kör

### Eredmények
| 1. csapat                | Össz.      | 2. csapat                    | 1. mérk. | 2. mérk. |
| ------------------------ | ---------- | ---------------------------- | -------- | -------- |
| OIF Arendal              | 47–52      | HC Sporta Hlohovec           | 20–26    | 27–26    |
| Füchse Berlin            | 43–40      | HC Meshkov Brest             | 22–20    | 21–20    |
| Chambery Savoie Handball | 56–55      | Alpla HC Hard                | 31–30    | 25–25    |
| Mors-Thy Håndbold        | 52–59      | HCM Constanța                | 26–27    | 26–32    |
| Rukometni Klub Porec     | 49–54      | Sporting CP                  | 24–24    | 25–30    |
| Aarhus Haandbold         | 53–59      | HC Zomimak-M                 | 29–26    | 24–33    |
| Skjern Håndbold          | 55–42      | RK Vojvodina                 | 31–24    | 24–18    |
| HBC Nantes               | 52–44      | Elverum Handball Herrer      | 28–21    | 24–23    |
| SL Benfica               | 49–56      | Pick Szeged                  | 24–25    | 25–31    |
| Beşitaş JK               | 54–65      | Csurgói Kézilabda Klub       | 29–31    | 25–34    |
| IFK Kristianstad         | 63–52      | Știința Dedeman Bacău        | 40–25    | 23–27    |
| RK Nexe                  | 62–62(ig.) | Reale Ademar Leon            | 34–29    | 28–33    |
| Kadetten Schaffhausen    | 55–69      | TSV Hannover-Burgdorf        | 28–28    | 27–41    |
| TATRAN Presov            | 62–56      | RK Maribor Branik            | 34–26    | 28–30    |
| HC Kaustik               | 55–73      | Montpellier Agglomeration HB | 26–38    | 29–35    |
| A.E.K. Athens            | 45–49      | Lugi HF                      | 22–24    | 22–25    |

| 2013. november 24. 18:00 | OIF Arendal           | 20 – 26     | HC Sporta Hlohovec | Arendal Nézőszám: 902 Játékvezetők: Jaskins, Zabko (lettek) |
| 2013. november 24. 18:00 | Jörgensen, Pedersen 4 | (11 – 15)   | Zatko 8            | Arendal Nézőszám: 902 Játékvezetők: Jaskins, Zabko (lettek) |
| 2013. november 24. 18:00 | 3× 2×                 | Jegyzőkönyv | 5× 2×              | Arendal Nézőszám: 902 Játékvezetők: Jaskins, Zabko (lettek) |

| 2013. december 1. 18:30 | HC Sporta Hlohovec | 26 – 27     | OIF Arendal | Galgóc Nézőszám: 1900 Játékvezetők: Konjicanin, Konjicanin (bosnyákok) |
| 2013. december 1. 18:30 | Balaz 10           | (13 – 13)   | Paulsen 9   | Galgóc Nézőszám: 1900 Játékvezetők: Konjicanin, Konjicanin (bosnyákok) |
| 2013. december 1. 18:30 | 3× 3×              | Jegyzőkönyv | 3× 3×       | Galgóc Nézőszám: 1900 Játékvezetők: Konjicanin, Konjicanin (bosnyákok) |

| 2013. november 20. 19:00 | Füchse Berlin | 22 – 20     | HC Meshkov Brest | Berlin Nézőszám: 3712 Játékvezetők: Lorente, Serradilla (spanyolok) |
| 2013. november 20. 19:00 | Igropulo 6    | (8 – 10)    | Baranau 6        | Berlin Nézőszám: 3712 Játékvezetők: Lorente, Serradilla (spanyolok) |
| 2013. november 20. 19:00 | 4× 3×         | Jegyzőkönyv | 4× 3×            | Berlin Nézőszám: 3712 Játékvezetők: Lorente, Serradilla (spanyolok) |

| 2013. november 30. 16:00 | HC Meshkov Brest | 20 – 21     | Füchse Berlin | Breszt Nézőszám: 3500 Játékvezetők: Krstić, Ljubić (szlovénok) |
| 2013. november 30. 16:00 | Spiler 5         | (11 – 12)   | Nielsen 6     | Breszt Nézőszám: 3500 Játékvezetők: Krstić, Ljubić (szlovénok) |
| 2013. november 30. 16:00 | 1× 3×            | Jegyzőkönyv | 3×            | Breszt Nézőszám: 3500 Játékvezetők: Krstić, Ljubić (szlovénok) |

| 2013. november 24. 18:00 | Chambery Savoie Handball | 31 – 30     | Alpla HC Hard | Chambéry Nézőszám: 2100 Játékvezetők: Bernet, Wick (svájciak) |
| 2013. november 24. 18:00 | N’Guessan 7              | (17 – 18)   | Friede 6      | Chambéry Nézőszám: 2100 Játékvezetők: Bernet, Wick (svájciak) |
| 2013. november 24. 18:00 | 6× 3×                    | Jegyzőkönyv | 7× 3×         | Chambéry Nézőszám: 2100 Játékvezetők: Bernet, Wick (svájciak) |

| 2013. december 1. 17:00 | Alpla HC Hard | 25 – 25     | Chambery Savoie Handball | Hard Nézőszám: 2300 Játékvezetők: Poulsen, Mortensen (dánok) |
| 2013. december 1. 17:00 | Weber 8       | (14 – 11)   | N’Guessan 9              | Hard Nézőszám: 2300 Játékvezetők: Poulsen, Mortensen (dánok) |
| 2013. december 1. 17:00 | 5× 3× 1×      | Jegyzőkönyv | 4× 3× 2×                 | Hard Nézőszám: 2300 Játékvezetők: Poulsen, Mortensen (dánok) |

| 2013. november 23. 15:30 | Mors-Thy Håndbold | 26 – 27     | HCM Constanța                         | Nikobing Mors Nézőszám: 632 Játékvezetők: Cindrić, Gonžurek (horvátok) |
| 2013. november 23. 15:30 | Skram 5           | (12 – 13)   | Csepreghi, Novanc, Sadoveac, Șimicu 4 | Nikobing Mors Nézőszám: 632 Játékvezetők: Cindrić, Gonžurek (horvátok) |
| 2013. november 23. 15:30 | 2× 3× 1×          | Jegyzőkönyv | 2× 3×                                 | Nikobing Mors Nézőszám: 632 Játékvezetők: Cindrić, Gonžurek (horvátok) |

| 2013. november 24. 19:00 | Rukometni Klub Porec | 24 – 24     | Sporting CP                     | Poreč Nézőszám: 1200 Játékvezetők: Nabokau, Kulik (fehéroroszok) |
| 2013. november 24. 19:00 | Galijot 6            | (13 – 13)   | Martins Dias, Ramos Magalhaes 5 | Poreč Nézőszám: 1200 Játékvezetők: Nabokau, Kulik (fehéroroszok) |
| 2013. november 24. 19:00 | 3× 3×                | Jegyzőkönyv | 8× 3× 1×                        | Poreč Nézőszám: 1200 Játékvezetők: Nabokau, Kulik (fehéroroszok) |

| 2013. november 30. 20:30 | Sporting CP       | 30 – 25     | Rukometni Klub Porec | Lisszabon Nézőszám: 600 Játékvezetők: Andorka, Hucker (magyarok) |
| 2013. november 30. 20:30 | Ramos Magalhaes 8 | (12 – 10)   | Galijot 7            | Lisszabon Nézőszám: 600 Játékvezetők: Andorka, Hucker (magyarok) |
| 2013. november 30. 20:30 | 5× 3×             | Jegyzőkönyv | 4× 3×                | Lisszabon Nézőszám: 600 Játékvezetők: Andorka, Hucker (magyarok) |

| 2013. november 23. 15:00 | Aarhus Haandbold | 29 – 26     | HC Zomimak-M | Aarhus Nézőszám: 810 Játékvezetők: Cernavskis, Bogdanovs (lettek) |
| 2013. november 23. 15:00 | Ohm 11           | (12 – 9)    | Pavlovski 10 | Aarhus Nézőszám: 810 Játékvezetők: Cernavskis, Bogdanovs (lettek) |
| 2013. november 23. 15:00 | 2×               | Jegyzőkönyv | 5× 1×        | Aarhus Nézőszám: 810 Játékvezetők: Cernavskis, Bogdanovs (lettek) |

| 2013. november 30. 19:00 | HC Zomimak-M  | 33 – 24     | Aarhus Haandbold | Sztrumica Nézőszám: 2600 Játékvezetők: Aliyev, Aghakishiyev (azeriek) |
| 2013. november 30. 19:00 | Stojanović 13 | (18 – 13)   | Ohm 9            | Sztrumica Nézőszám: 2600 Játékvezetők: Aliyev, Aghakishiyev (azeriek) |
| 2013. november 30. 19:00 | 5× 3×         | Jegyzőkönyv | 3× 3×            | Sztrumica Nézőszám: 2600 Játékvezetők: Aliyev, Aghakishiyev (azeriek) |

| 2013. november 23. 13:30 | Skjern Håndbold | 31 – 24     | RK Vojvodina | Skjern Nézőszám: 1365 Játékvezetők: Leszczynski, Piechota (lengyelek) |
| 2013. november 23. 13:30 | Joergensen 8    | (16 – 10)   | Elezović 7   | Skjern Nézőszám: 1365 Játékvezetők: Leszczynski, Piechota (lengyelek) |
| 2013. november 23. 13:30 | 4× 2×           | Jegyzőkönyv | 4× 3×        | Skjern Nézőszám: 1365 Játékvezetők: Leszczynski, Piechota (lengyelek) |

| 2013. november 30. 18:00 | RK Vojvodina | 18 – 24     | Skjern Håndbold                            | Újvidék Nézőszám: 700 Játékvezetők: Mishchuk, Rozhkov (ukránok) |
| 2013. november 30. 18:00 | Pusica 6     | (9 – 8)     | Christensen, Klitgaard, Mollgaard Jensen 5 | Újvidék Nézőszám: 700 Játékvezetők: Mishchuk, Rozhkov (ukránok) |
| 2013. november 30. 18:00 | 1× 3×        | Jegyzőkönyv | 5× 2×                                      | Újvidék Nézőszám: 700 Játékvezetők: Mishchuk, Rozhkov (ukránok) |

| 2013. november 24. 17:00 | HBC Nantes                           | 28 – 21     | Elverum Handball Herrer | Nantes Nézőszám: 3657 Játékvezetők: Santos, Fonseca (portugálok) |
| 2013. november 24. 17:00 | Entrerrios Rodriguez, Maqueda Peña 6 | (16 – 11)   | Perez 8                 | Nantes Nézőszám: 3657 Játékvezetők: Santos, Fonseca (portugálok) |
| 2013. november 24. 17:00 | 5× 2× 1×                             | Jegyzőkönyv | 6× 3× 2×                | Nantes Nézőszám: 3657 Játékvezetők: Santos, Fonseca (portugálok) |

| 2013. november 30. 16:00 | Elverum Handball Herrer | 23 – 24     | HBC Nantes        | Elverum Nézőszám: 823 Játékvezetők: Kouz, Zhoba (ukránok) |
| 2013. november 30. 16:00 | Lindboe 5               | (12 – 13)   | Claire, Jonsson 4 | Elverum Nézőszám: 823 Játékvezetők: Kouz, Zhoba (ukránok) |
| 2013. november 30. 16:00 | 3× 2×                   | Jegyzőkönyv | 5× 3×             | Elverum Nézőszám: 823 Játékvezetők: Kouz, Zhoba (ukránok) |

| 2013. november 23. 20:30 | SL Benfica | 24 – 25     | Pick Szeged | Lisszabon Nézőszám: 750 Játékvezetők: Lopez, Ramirez (spanyolok) |
| 2013. november 23. 20:30 | Pedroso 7  | (13 – 14)   | Balogh 6    | Lisszabon Nézőszám: 750 Játékvezetők: Lopez, Ramirez (spanyolok) |
| 2013. november 23. 20:30 | 3× 2×      | Jegyzőkönyv | 2× 3×       | Lisszabon Nézőszám: 750 Játékvezetők: Lopez, Ramirez (spanyolok) |

| 2013. november 30. 16:15 | Pick Szeged | 31 – 25     | SL Benfica         | Szeged Nézőszám: 3100 Játékvezetők: Nikolov, Nachevski (macedónok) |
| 2013. november 30. 16:15 | Balogh 10   | (14 – 10)   | Oliveira Andrade 9 | Szeged Nézőszám: 3100 Játékvezetők: Nikolov, Nachevski (macedónok) |
| 2013. november 30. 16:15 | 3× 3×       | Jegyzőkönyv | 6× 3×              | Szeged Nézőszám: 3100 Játékvezetők: Nikolov, Nachevski (macedónok) |

| 2013. november 23. 16:00 | Beşitaş JK | 29 – 31     | Csurgói Kézilabda Klub | Isztambul Nézőszám: 520 Játékvezetők: Mandak, Rudinsky (szlovákok) |
| 2013. november 23. 16:00 | Döne 10    | (16 – 15)   | Nagy 8                 | Isztambul Nézőszám: 520 Játékvezetők: Mandak, Rudinsky (szlovákok) |
| 2013. november 23. 16:00 | 5× 3×      | Jegyzőkönyv | 6× 3×                  | Isztambul Nézőszám: 520 Játékvezetők: Mandak, Rudinsky (szlovákok) |

| 2013. december 1. 19:15 | Csurgói Kézilabda Klub        | 34 – 25     | Beşitaş JK | Csurgó Nézőszám: 850 Játékvezetők: Schulze, Tönnies (németek) |
| 2013. december 1. 19:15 | Lele, Nagy, Oláh, Pukhouski 5 | (18 – 9)    | Rasić 8    | Csurgó Nézőszám: 850 Játékvezetők: Schulze, Tönnies (németek) |
| 2013. december 1. 19:15 | 2× 3×                         | Jegyzőkönyv | 5× 3×      | Csurgó Nézőszám: 850 Játékvezetők: Schulze, Tönnies (németek) |

| 2013. november 24. 19:00 | IFK Kristianstad | 40 – 25     | Știința Dedeman Bacău | Kristianstad Nézőszám: 3911 Játékvezetők: Bounouara, Sami (franciák) |
| 2013. november 24. 19:00 | Gudmundsson 7    | (23 – 13)   | Da Silva Ferreira 5   | Kristianstad Nézőszám: 3911 Játékvezetők: Bounouara, Sami (franciák) |
| 2013. november 24. 19:00 | 3× 3×            | Jegyzőkönyv | 3× 3×                 | Kristianstad Nézőszám: 3911 Játékvezetők: Bounouara, Sami (franciák) |

| 2013. november 30. 13:00 | Știința Dedeman Bacău | 27 – 23     | IFK Kristianstad | Bákó Nézőszám: 1000 Játékvezetők: Herczeg, Südi (magyarok) |
| 2013. november 30. 13:00 | Da Silva Ferreira 10  | (14 – 9)    | Cederholm 8      | Bákó Nézőszám: 1000 Játékvezetők: Herczeg, Südi (magyarok) |
| 2013. november 30. 13:00 | 1× 3×                 | Jegyzőkönyv | 4× 3×            | Bákó Nézőszám: 1000 Játékvezetők: Herczeg, Südi (magyarok) |

| 2013. november 24. 19:00 | RK Nexe   | 34 – 29     | Reale Ademar Leon                   | Nekcse Nézőszám: 1200 Játékvezetők: Bonifert, Oláh (magyarok) |
| 2013. november 24. 19:00 | Sokolić 7 | (18 – 14)   | Carrillo Gutierrez, Lopez Alvarez 6 | Nekcse Nézőszám: 1200 Játékvezetők: Bonifert, Oláh (magyarok) |
| 2013. november 24. 19:00 | 4× 3×     | Jegyzőkönyv | 5× 3× 1×                            | Nekcse Nézőszám: 1200 Játékvezetők: Bonifert, Oláh (magyarok) |

| 2013. november 30. 18:00 | Reale Ademar Leon                    | 33 – 28     | RK Nexe  | León Nézőszám: 4300 Játékvezetők: Hansen, Pettersen (norvégok) |
| 2013. november 30. 18:00 | Domenech de Almeida, Lopez Alvarez 7 | (15 – 13)   | Vujić 11 | León Nézőszám: 4300 Játékvezetők: Hansen, Pettersen (norvégok) |
| 2013. november 30. 18:00 | 2× 3×                                | Jegyzőkönyv | 6× 3×    | León Nézőszám: 4300 Játékvezetők: Hansen, Pettersen (norvégok) |

| 2013. november 23. 19:30 | Kadetten Schaffhausen | 28 – 28     | TSV Hannover-Burgdorf | Schaffhausen Nézőszám: 1720 Játékvezetők: Badura, Ondogrecula (szlovákok) |
| 2013. november 23. 19:30 | Jurca 10              | (13 – 12)   | Hykkerud 6            | Schaffhausen Nézőszám: 1720 Játékvezetők: Badura, Ondogrecula (szlovákok) |
| 2013. november 23. 19:30 | 5× 2×                 | Jegyzőkönyv | 5× 3×                 | Schaffhausen Nézőszám: 1720 Játékvezetők: Badura, Ondogrecula (szlovákok) |

| 2013. november 30. 19:00 | TSV Hannover-Burgdorf | 41 – 27     | Kadetten Schaffhausen | Hannover Nézőszám: 3076 Játékvezetők: Johansson, Kliko (svédek) |
| 2013. november 30. 19:00 | Lehnhoff 9            | (18 – 12)   | Emrich 6              | Hannover Nézőszám: 3076 Játékvezetők: Johansson, Kliko (svédek) |
| 2013. november 30. 19:00 | 2× 3×                 | Jegyzőkönyv | 1× 3×                 | Hannover Nézőszám: 3076 Játékvezetők: Johansson, Kliko (svédek) |

| 2013. november 23. 18:00 | TATRAN Presov | 34 – 26     | RK Maribor Branik | Eperjes Nézőszám: 3345 Játékvezetők: Krkacev, Kolevski (macedónok) |
| 2013. november 23. 18:00 | Kristopans 7  | (19 – 14)   | Razgor 9          | Eperjes Nézőszám: 3345 Játékvezetők: Krkacev, Kolevski (macedónok) |
| 2013. november 23. 18:00 | 1× 3×         | Jegyzőkönyv | 7× 3×             | Eperjes Nézőszám: 3345 Játékvezetők: Krkacev, Kolevski (macedónok) |

| 2013. december 1. 19:00 | RK Maribor Branik | 30 – 28     | TATRAN Presov | Maribor Nézőszám: 1300 Játékvezetők: Horváth, Marton (magyarok) |
| 2013. december 1. 19:00 | Sok 9             | (12 – 11)   | Antl, Urban 6 | Maribor Nézőszám: 1300 Játékvezetők: Horváth, Marton (magyarok) |
| 2013. december 1. 19:00 | 1× 3×             | Jegyzőkönyv | 3× 3×         | Maribor Nézőszám: 1300 Játékvezetők: Horváth, Marton (magyarok) |

| 2013. november 23. 16:00 | HC Kaustik             | 26 – 38     | Montpellier HB | Volgográd Nézőszám: 1300 Játékvezetők: Sager, Styger (svájciak) |
| 2013. november 23. 16:00 | Mazaev, Shelestyukov 4 | (11 – 20)   | Gajić 9        | Volgográd Nézőszám: 1300 Játékvezetők: Sager, Styger (svájciak) |
| 2013. november 23. 16:00 | 4× 3×                  | Jegyzőkönyv | 4× 3×          | Volgográd Nézőszám: 1300 Játékvezetők: Sager, Styger (svájciak) |

| 2013. december 1. 17:00 | Montpellier HB                | 35 – 29     | HC Kaustik                     | Montpellier Nézőszám: 2400 Játékvezetők: Olesen, Pedersen (dánok) |
| 2013. december 1. 17:00 | Bonnefond, Gajić, Gtrebille 5 | (13 – 14)   | Dementyev, Komogorov, mazaev 6 | Montpellier Nézőszám: 2400 Játékvezetők: Olesen, Pedersen (dánok) |
| 2013. december 1. 17:00 | 3× 3×                         | Jegyzőkönyv | 6× 3× 1×                       | Montpellier Nézőszám: 2400 Játékvezetők: Olesen, Pedersen (dánok) |

| 2013. november 23. 18:30 | A.E.K. Athens | 22 – 24     | Lugi HF    | Athén Nézőszám: 2000 Játékvezetők: Harabagiu, Stănescu (románok) |
| 2013. november 23. 18:30 | Rakčević 6    | (14 – 11)   | Hallberg 6 | Athén Nézőszám: 2000 Játékvezetők: Harabagiu, Stănescu (románok) |
| 2013. november 23. 18:30 | 5× 3×         | Jegyzőkönyv | 2× 2×      | Athén Nézőszám: 2000 Játékvezetők: Harabagiu, Stănescu (románok) |

| 2013. november 30. 16:00 | Lugi HF     | 25 – 23     | A.E.K. Athens                  | Lund Nézőszám: 1270 Játékvezetők: Wyss, Zowa (svájciak) |
| 2013. november 30. 16:00 | Ernstsson 6 | (11 – 10)   | Alvanos, Karypidis, Rakčević 4 | Lund Nézőszám: 1270 Játékvezetők: Wyss, Zowa (svájciak) |
| 2013. november 30. 16:00 | 2× 3×       | Jegyzőkönyv | 5× 2×                          | Lund Nézőszám: 1270 Játékvezetők: Wyss, Zowa (svájciak) |

## Csoportmérkőzések

### A csoport
| Csapat                 | M | Gy | D | V | G+  | G-  | Gk  | P |
| ---------------------- | - | -- | - | - | --- | --- | --- | - |
| Lugi HF                | 6 | 3  | 1 | 2 | 171 | 169 | +2  | 7 |
| Reale Ademar Leon      | 6 | 2  | 2 | 2 | 173 | 164 | +9  | 6 |
| Csurgói Kézilabda Klub | 6 | 3  | 0 | 3 | 163 | 160 | +3  | 6 |
| TSV Hannover-Burgdorf  | 6 | 2  | 1 | 3 | 168 | 182 | –14 | 5 |

| 2014. február 8. 18:00 | Reale Ademar Leon | 28 – 19     | Csurgói Kézilabda Klub | León Nézőszám: 4100 Játékvezetők: Poulsen, Mortensen (dánok) |
| 2014. február 8. 18:00 | Castro Alvarez 6  | (13 – 9)    | Lele 6                 | León Nézőszám: 4100 Játékvezetők: Poulsen, Mortensen (dánok) |
| 2014. február 8. 18:00 | 4× 3×             | Jegyzőkönyv | 5× 3×                  | León Nézőszám: 4100 Játékvezetők: Poulsen, Mortensen (dánok) |

| 2014. február 8. 19:00 | TSV Hannover-Burgdorf | 28 – 32     | Lugi HF    | Hannover Nézőszám: 3005 Játékvezetők: Vitaku, Vitaku (koszovóiak) |
| 2014. február 8. 19:00 | Johannsen 6           | (13 – 15)   | Hallberg 7 | Hannover Nézőszám: 3005 Játékvezetők: Vitaku, Vitaku (koszovóiak) |
| 2014. február 8. 19:00 | 4× 3×                 | Jegyzőkönyv | 5× 3× 1×   | Hannover Nézőszám: 3005 Játékvezetők: Vitaku, Vitaku (koszovóiak) |

| 2014. február 12. 19:00 | Csurgói Kézilabda Klub | 36 – 28     | TSV Hannover-Burgdorf | Csurgó Nézőszám: 850 Játékvezetők: Kaveshnikov, Plotnikov (oroszok) |
| 2014. február 12. 19:00 | Lele, Pukhouski 8      | (17 – 19)   | Lehnhoff 9            | Csurgó Nézőszám: 850 Játékvezetők: Kaveshnikov, Plotnikov (oroszok) |
| 2014. február 12. 19:00 | 5× 3×                  | Jegyzőkönyv | 5× 2×                 | Csurgó Nézőszám: 850 Játékvezetők: Kaveshnikov, Plotnikov (oroszok) |

| 2014. február 16. 17:00 | Lugi HF    | 30 – 30     | Reale Ademar Leon | Lund Nézőszám: 1893 Játékvezetők: Nabokau, Kulik (fehéroroszok) |
| 2014. február 16. 17:00 | Hallberg 7 | (16 – 20)   | Castro Alvarez 7  | Lund Nézőszám: 1893 Játékvezetők: Nabokau, Kulik (fehéroroszok) |
| 2014. február 16. 17:00 | 2× 3×      | Jegyzőkönyv | 3× 2×             | Lund Nézőszám: 1893 Játékvezetők: Nabokau, Kulik (fehéroroszok) |

| 2014. február 23. 18:00 | Reale Ademar Leon    | 30 – 30     | TSV Hannover-Burgdorf | León Nézőszám: 4600 Játékvezetők: Sigurjónsson, Petursson (izlandiak) |
| 2014. február 23. 18:00 | Carrillo Gutierrez 8 | (16 – 16)   | Sevaljević 7          | León Nézőszám: 4600 Játékvezetők: Sigurjónsson, Petursson (izlandiak) |
| 2014. február 23. 18:00 | 4× 2×                | Jegyzőkönyv | 8× 3× 1×              | León Nézőszám: 4600 Játékvezetők: Sigurjónsson, Petursson (izlandiak) |

| 2014. február 23. 19:15 | Csurgói Kézilabda Klub | 25 – 22     | Lugi HF | Csurgó Nézőszám: 850 Játékvezetők: Pavel, State (románok) |
| 2014. február 23. 19:15 | Nagy, Pukhouski 4      | (14 – 7)    | Hippe 7 | Csurgó Nézőszám: 850 Játékvezetők: Pavel, State (románok) |
| 2014. február 23. 19:15 | 4× 3×                  | Jegyzőkönyv | 4× 3×   | Csurgó Nézőszám: 850 Játékvezetők: Pavel, State (románok) |

| 2014. március 16. 15:00 | TSV Hannover-Burgdorf | 27 – 26     | Reale Ademar Leon     | Hannover Nézőszám: 3083 Játékvezetők: Buache, Meyer (svájciak) |
| 2014. március 16. 15:00 | Johannsen, Patrail 6  | (12 – 15)   | Carrillo Gutierrez 10 | Hannover Nézőszám: 3083 Játékvezetők: Buache, Meyer (svájciak) |
| 2014. március 16. 15:00 | 3× 3×                 | Jegyzőkönyv | 6× 3×                 | Hannover Nézőszám: 3083 Játékvezetők: Buache, Meyer (svájciak) |

| 2014. március 16. 17:00 | Lugi HF      | 28 – 26     | Csurgói Kézilabda Klub | Lund Nézőszám: 1026 Játékvezetők: Cvetko, Kavalar (szlovénok) |
| 2014. március 16. 17:00 | Jildenbäck 7 | (13 – 14)   | Lele 11                | Lund Nézőszám: 1026 Játékvezetők: Cvetko, Kavalar (szlovénok) |
| 2014. március 16. 17:00 | 1× 3× 1×     | Jegyzőkönyv | 3× 3×                  | Lund Nézőszám: 1026 Játékvezetők: Cvetko, Kavalar (szlovénok) |

| 2014. március 22. 16:00 | Csurgói Kézilabda Klub | 31 – 27     | Reale Ademar Leon | Csurgó Nézőszám: 850 Játékvezetők: Mitrevski, Todorovski (macedónok) |
| 2014. március 22. 16:00 | Grebenár, Savić 5      | (20 – 14)   | Dačević 6         | Csurgó Nézőszám: 850 Játékvezetők: Mitrevski, Todorovski (macedónok) |
| 2014. március 22. 16:00 | 6× 3×                  | Jegyzőkönyv | 5× 3×             | Csurgó Nézőszám: 850 Játékvezetők: Mitrevski, Todorovski (macedónok) |

| 2014. március 22. 17:00 | Lugi HF  | 32 – 28     | TSV Hannover-Burgdorf          | Lund Nézőszám: 1836 Játékvezetők: Bounouara, Sami (franciák) |
| 2014. március 22. 17:00 | Sjölin 7 | (15 – 15)   | Karason, Patrail, Sevaljević 5 | Lund Nézőszám: 1836 Játékvezetők: Bounouara, Sami (franciák) |
| 2014. március 22. 17:00 | 4× 3×    | Jegyzőkönyv | 4× 3×                          | Lund Nézőszám: 1836 Játékvezetők: Bounouara, Sami (franciák) |

| 2014. március 29. 19:00 | TSV Hannover-Burgdorf | 27 – 26     | Csurgói Kézilabda Klub | Hannover Nézőszám: 2816 Játékvezetők: Cindrić, Gonžurek (horvátok) |
| 2014. március 29. 19:00 | Kastening, Patrail 6  | (12 – 16)   | Pukhouski 8            | Hannover Nézőszám: 2816 Játékvezetők: Cindrić, Gonžurek (horvátok) |
| 2014. március 29. 19:00 | 5× 3× 1×              | Jegyzőkönyv | 5× 3× 1×               | Hannover Nézőszám: 2816 Játékvezetők: Cindrić, Gonžurek (horvátok) |

| 2014. március 30. 18:00 | Reale Ademar Leon               | 32 – 27     | Lugi HF | León Nézőszám: 2800 Játékvezetők: Pandzić, Mosorinski (szerbek) |
| 2014. március 30. 18:00 | Castro Alvarez, Lopez Alvarez 6 | (17 – 13)   | Hippe 8 | León Nézőszám: 2800 Játékvezetők: Pandzić, Mosorinski (szerbek) |
| 2014. március 30. 18:00 | 8× 3×                           | Jegyzőkönyv | 3× 3×   | León Nézőszám: 2800 Játékvezetők: Pandzić, Mosorinski (szerbek) |

### B csoport
| Csapat          | M | Gy | D | V | G+  | G-  | Gk  | P  |
| --------------- | - | -- | - | - | --- | --- | --- | -- |
| Montpellier HB  | 6 | 6  | 0 | 0 | 192 | 147 | +45 | 12 |
| Sporting CP     | 6 | 4  | 0 | 2 | 195 | 165 | +30 | 8  |
| Skjern Håndbold | 6 | 2  | 0 | 4 | 156 | 158 | –2  | 4  |
| HC Zomimak-M    | 6 | 0  | 0 | 6 | 130 | 203 | –73 | 0  |

| 2014. február 8. 18:00 | Skjern Håndbold | 25 – 32     | Sporting CP       | Skjern Nézőszám: 1567 Játékvezetők: Stolarovs, Licis (lettek) |
| 2014. február 8. 18:00 | Borm 6          | (12 – 15)   | Ramos Magalhaes 7 | Skjern Nézőszám: 1567 Játékvezetők: Stolarovs, Licis (lettek) |
| 2014. február 8. 18:00 | 2× 1×           | Jegyzőkönyv | 1× 2×             | Skjern Nézőszám: 1567 Játékvezetők: Stolarovs, Licis (lettek) |

| 2014. február 9. 17:00 | Montpellier HB | 41 – 22     | HC Zomimak-M | Montpellier Nézőszám: 2800 Játékvezetők: Buache, Meyer (svájciak) |
| 2014. február 9. 17:00 | Gajić 8        | (22 – 9)    | Terzić 5     | Montpellier Nézőszám: 2800 Játékvezetők: Buache, Meyer (svájciak) |
| 2014. február 9. 17:00 | 4× 3×          | Jegyzőkönyv | 6× 3×        | Montpellier Nézőszám: 2800 Játékvezetők: Buache, Meyer (svájciak) |

| 2014. február 15. 16:00 | Sporting CP          | 27 – 30     | Montpellier HB | Mafra Nézőszám: 850 Játékvezetők: Dobrovits, Tájok (magyarok) |
| 2014. február 15. 16:00 | Silva Osorio Solha 7 | (14 – 14)   | Simonet 12     | Mafra Nézőszám: 850 Játékvezetők: Dobrovits, Tájok (magyarok) |
| 2014. február 15. 16:00 | 6× 2× 1×             | Jegyzőkönyv | 2× 2×          | Mafra Nézőszám: 850 Játékvezetők: Dobrovits, Tájok (magyarok) |

| 2014. február 15. 17:30 | HC Zomimak-M  | 23 – 24     | Skjern Håndbold | Sztrumica Nézőszám: 1700 Játékvezetők: Schulze, Tönnies (németek) |
| 2014. február 15. 17:30 | Mladenovski 6 | (11 – 12)   | Rasmussen 6     | Sztrumica Nézőszám: 1700 Játékvezetők: Schulze, Tönnies (németek) |
| 2014. február 15. 17:30 | 5× 3×         | Jegyzőkönyv | 5× 3×           | Sztrumica Nézőszám: 1700 Játékvezetők: Schulze, Tönnies (németek) |

| 2014. február 23. 15:00 | Sporting CP        | 39 – 22     | HC Zomimak-M | Mafra Nézőszám: 1200 Játékvezetők: Samuelsen, Gudjonsson (feröeri, izlandi) |
| 2014. február 23. 15:00 | Caseiro Portela 11 | (20 – 13)   | Chanturia 9  | Mafra Nézőszám: 1200 Játékvezetők: Samuelsen, Gudjonsson (feröeri, izlandi) |
| 2014. február 23. 15:00 | 2× 3×              | Jegyzőkönyv | 1× 3×        | Mafra Nézőszám: 1200 Játékvezetők: Samuelsen, Gudjonsson (feröeri, izlandi) |

| 2014. február 23. 19:00 | Skjern Håndbold | 23 – 26     | Montpellier HB | Skjern Nézőszám: 2013 Játékvezetők: Lorente, Serradilla (spanyolok) |
| 2014. február 23. 19:00 | Christensen 5   | (9 – 16)    | Gajić 6        | Skjern Nézőszám: 2013 Játékvezetők: Lorente, Serradilla (spanyolok) |
| 2014. február 23. 19:00 | 5× 3×           | Jegyzőkönyv | 1× 3×          | Skjern Nézőszám: 2013 Játékvezetők: Lorente, Serradilla (spanyolok) |

| 2014. március 15. 17:30 | HC Zomimak-M              | 24 – 36     | Sporting CP        | Sztrumica Nézőszám: 1200 Játékvezetők: Scevola, Alperan (olaszok) |
| 2014. március 15. 17:30 | Angelovski, Mladenovski 7 | (13 – 20)   | Caseiro Portela 12 | Sztrumica Nézőszám: 1200 Játékvezetők: Scevola, Alperan (olaszok) |
| 2014. március 15. 17:30 | 1× 3×                     | Jegyzőkönyv | 3× 3×              | Sztrumica Nézőszám: 1200 Játékvezetők: Scevola, Alperan (olaszok) |

| 2014. március 16. 17:00 | Montpellier HB | 27 – 25     | Skjern Håndbold    | Montpellier Nézőszám: 2500 Játékvezetők: Tzaferopoulos, Bethmann (görögök) |
| 2014. március 16. 17:00 | Dolenec 8      | (14 – 12)   | Mollgaard Jensen 9 | Montpellier Nézőszám: 2500 Játékvezetők: Tzaferopoulos, Bethmann (görögök) |
| 2014. március 16. 17:00 | 3× 2×          | Jegyzőkönyv | 4× 2×              | Montpellier Nézőszám: 2500 Játékvezetők: Tzaferopoulos, Bethmann (görögök) |

| 2014. március 22. 18:00 | HC Zomimak-M | 19 – 32     | Montpellier HB | Sztrumica Nézőszám: 1000 Játékvezetők: Leandersson, Lindroos (finnek) |
| 2014. március 22. 18:00 | Chanturia 5  | (11 – 17)   | Gajić 6        | Sztrumica Nézőszám: 1000 Játékvezetők: Leandersson, Lindroos (finnek) |
| 2014. március 22. 18:00 | 2× 2× 1×     | Jegyzőkönyv | 4× 2×          | Sztrumica Nézőszám: 1000 Játékvezetők: Leandersson, Lindroos (finnek) |

| 2014. március 23. 15:00 | Sporting CP       | 30 – 28     | Skjern Håndbold               | Mafra Nézőszám: 1000 Játékvezetők: Mata, Lopez (spanyolok) |
| 2014. március 23. 15:00 | Caseiro Portela 8 | (10 – 16)   | Helleberg, Mollgaard Jensen 5 | Mafra Nézőszám: 1000 Játékvezetők: Mata, Lopez (spanyolok) |
| 2014. március 23. 15:00 | 4× 3×             | Jegyzőkönyv | 4× 3×                         | Mafra Nézőszám: 1000 Játékvezetők: Mata, Lopez (spanyolok) |

| 2014. március 29. 14:45 | Skjern Håndbold | 31 – 20     | HC Zomimak-M             | Skjern Nézőszám: 1235 Játékvezetők: Skruzny, Kavulic (csehek) |
| 2014. március 29. 14:45 | Christensen 6   | (17 – 12)   | Angelovski, Trenčevski 5 | Skjern Nézőszám: 1235 Játékvezetők: Skruzny, Kavulic (csehek) |
| 2014. március 29. 14:45 | 3× 3×           | Jegyzőkönyv | 2× 3×                    | Skjern Nézőszám: 1235 Játékvezetők: Skruzny, Kavulic (csehek) |

| 2014. március 29. 16:00 | Montpellier HB | 36 – 31     | Sporting CP   | Montpellier Nézőszám: 2700 Játékvezetők: Schulze, Tönnies (németek) |
| 2014. március 29. 16:00 | Dolenec 10     | (19 – 13)   | Carol Marzo 8 | Montpellier Nézőszám: 2700 Játékvezetők: Schulze, Tönnies (németek) |
| 2014. március 29. 16:00 | 1× 3×          | Jegyzőkönyv | 2× 3×         | Montpellier Nézőszám: 2700 Játékvezetők: Schulze, Tönnies (németek) |

### C csoport
| Csapat           | M | Gy | D | V | G+  | G-  | Gk  | P  |
| ---------------- | - | -- | - | - | --- | --- | --- | -- |
| Pick Szeged      | 6 | 5  | 0 | 1 | 174 | 159 | +15 | 10 |
| HBC Nantes       | 6 | 4  | 0 | 2 | 176 | 154 | +22 | 8  |
| TATRAN Presov    | 6 | 2  | 0 | 4 | 181 | 198 | –17 | 4  |
| IFK Kristianstad | 6 | 1  | 0 | 5 | 151 | 171 | –20 | 2  |

| 2014. február 8. 18:00 | TATRAN Presov | 37 – 30     | IFK Kristianstad | Eperjes Nézőszám: 2932 Játékvezetők: Tzaferopoulos, Bethmann (görögök) |
| 2014. február 8. 18:00 | Rabek 9       | (19 – 16)   | Langergen 6      | Eperjes Nézőszám: 2932 Játékvezetők: Tzaferopoulos, Bethmann (görögök) |
| 2014. február 8. 18:00 | 1× 3×         | Jegyzőkönyv | 3× 3×            | Eperjes Nézőszám: 2932 Játékvezetők: Tzaferopoulos, Bethmann (görögök) |

| 2014. február 9. 12:30 | Pick Szeged | 28 – 27     | HBC Nantes | Szeged Nézőszám: 2800 Játékvezetők: Kouz, Zhoba (ukránok) |
| 2014. február 9. 12:30 | Larholm 7   | (18 – 13)   | Camarero 7 | Szeged Nézőszám: 2800 Játékvezetők: Kouz, Zhoba (ukránok) |
| 2014. február 9. 12:30 | 3× 3× 1×    | Jegyzőkönyv | 4× 3×      | Szeged Nézőszám: 2800 Játékvezetők: Kouz, Zhoba (ukránok) |

| 2014. február 12. 19:00 | IFK Kristianstad | 23 – 26     | Pick Szeged | Kristianstad Nézőszám: 4077 Játékvezetők: Santos, Fonseca (portugálok) |
| 2014. február 12. 19:00 | Larholm 7        | (12 – 13)   | Camarero 7  | Kristianstad Nézőszám: 4077 Játékvezetők: Santos, Fonseca (portugálok) |
| 2014. február 12. 19:00 | 5× 3×            | Jegyzőkönyv | 4× 2×       | Kristianstad Nézőszám: 4077 Játékvezetők: Santos, Fonseca (portugálok) |

| 2014. február 16. 17:00 | HBC Nantes      | 37 – 27     | TATRAN Presov | Nantes Nézőszám: 4548 Játékvezetők: Fleisch, Rieber (németek) |
| 2014. február 16. 17:00 | Rivera Folch 12 | (16 – 14)   | Rabek 8       | Nantes Nézőszám: 4548 Játékvezetők: Fleisch, Rieber (németek) |
| 2014. február 16. 17:00 | 3× 3×           | Jegyzőkönyv | 3× 3×         | Nantes Nézőszám: 4548 Játékvezetők: Fleisch, Rieber (németek) |

| 2014. február 22. 18:00 | TATRAN Presov | 29 – 31     | Pick Szeged | Eperjes Nézőszám: 3300 Játékvezetők: Baranowski, Lemanowicz (lengyelek) |
| 2014. február 22. 18:00 | Krok 7        | (14 – 18)   | Larholm 9   | Eperjes Nézőszám: 3300 Játékvezetők: Baranowski, Lemanowicz (lengyelek) |
| 2014. február 22. 18:00 | 5× 3×         | Jegyzőkönyv | 5× 2×       | Eperjes Nézőszám: 3300 Játékvezetők: Baranowski, Lemanowicz (lengyelek) |

| 2014. február 23. 16:30 | IFK Kristianstad | 23 – 27     | HBC Nantes | Kristianstad Nézőszám: 3865 Játékvezetők: Cabrejas, Sanchez (spanyolok) |
| 2014. február 23. 16:30 | Lindskog 6       | (12 – 15)   | Claire 8   | Kristianstad Nézőszám: 3865 Játékvezetők: Cabrejas, Sanchez (spanyolok) |
| 2014. február 23. 16:30 | 3× 3×            | Jegyzőkönyv | 2× 2×      | Kristianstad Nézőszám: 3865 Játékvezetők: Cabrejas, Sanchez (spanyolok) |

| 2014. március 15. 16:00 | HBC Nantes     | 25 – 23     | IFK Kristianstad | Nantes Nézőszám: 3750 Játékvezetők: Pavel, State (románok) |
| 2014. március 15. 16:00 | Rivera Folch 6 | (15 – 11)   | Gudmundsson 5    | Nantes Nézőszám: 3750 Játékvezetők: Pavel, State (románok) |
| 2014. március 15. 16:00 | 2× 3×          | Jegyzőkönyv | 4× 3×            | Nantes Nézőszám: 3750 Játékvezetők: Pavel, State (románok) |

| 2014. március 15. 18:30 | Pick Szeged | 37 – 31     | TATRAN Presov        | Szeged Nézőszám: 3000 Játékvezetők: Konjicanin, Konjicanin (bosnyákok) |
| 2014. március 15. 18:30 | Larholm 8   | (19 – 9)    | Hrstka, Kristopans 7 | Szeged Nézőszám: 3000 Játékvezetők: Konjicanin, Konjicanin (bosnyákok) |
| 2014. március 15. 18:30 | 4× 3×       | Jegyzőkönyv | 2× 3×                | Szeged Nézőszám: 3000 Játékvezetők: Konjicanin, Konjicanin (bosnyákok) |

| 2014. március 22. 18:00 | IFK Kristianstad | 34 – 27     | TATRAN Presov | Kristianstad Nézőszám: 3979 Játékvezetők: Yudchyts, Kot (fehéroroszok) |
| 2014. március 22. 18:00 | Madsen 8         | (14 – 12)   | Kristopans 7  | Kristianstad Nézőszám: 3979 Játékvezetők: Yudchyts, Kot (fehéroroszok) |
| 2014. március 22. 18:00 | 4× 3×            | Jegyzőkönyv | 2× 3×         | Kristianstad Nézőszám: 3979 Játékvezetők: Yudchyts, Kot (fehéroroszok) |

| 2014. március 23. 17:00 | HBC Nantes        | 31 – 23     | Pick Szeged | Nantes Nézőszám: 4750 Játékvezetők: Pavičević, Raznatović (montenegróiak) |
| 2014. március 23. 17:00 | Claire, Tournat 8 | (15 – 10)   | Källman 6   | Nantes Nézőszám: 4750 Játékvezetők: Pavičević, Raznatović (montenegróiak) |
| 2014. március 23. 17:00 | 4× 3×             | Jegyzőkönyv | 2× 3×       | Nantes Nézőszám: 4750 Játékvezetők: Pavičević, Raznatović (montenegróiak) |

| 2014. március 29. 16:00 | Pick Szeged | 29 – 18     | IFK Kristianstad | Szeged Nézőszám: 2200 Játékvezetők: Argyridis, Mouttas (ciprusiak) |
| 2014. március 29. 16:00 | Ancsin 7    | (16 – 9)    | Lindskog 5       | Szeged Nézőszám: 2200 Játékvezetők: Argyridis, Mouttas (ciprusiak) |
| 2014. március 29. 16:00 | 2× 3×       | Jegyzőkönyv | 3× 3×            | Szeged Nézőszám: 2200 Játékvezetők: Argyridis, Mouttas (ciprusiak) |

| 2014. március 29. 18:00 | TATRAN Presov | 30 – 29     | HBC Nantes                   | Eperjes Nézőszám: 2300 Játékvezetők: Jurinović, Mrvica (horvátok) |
| 2014. március 29. 18:00 | Rabek 7       | (16 – 10)   | Maqueda Peña, Rivera Folch 7 | Eperjes Nézőszám: 2300 Játékvezetők: Jurinović, Mrvica (horvátok) |
| 2014. március 29. 18:00 | 2× 3×         | Jegyzőkönyv | 1× 3×                        | Eperjes Nézőszám: 2300 Játékvezetők: Jurinović, Mrvica (horvátok) |

### D csoport
| Csapat                   | M | Gy | D | V | G+  | G-  | Gk  | P  |
| ------------------------ | - | -- | - | - | --- | --- | --- | -- |
| Füchse Berlin            | 6 | 4  | 2 | 0 | 181 | 164 | +17 | 10 |
| HCM Constanța            | 6 | 3  | 2 | 1 | 173 | 160 | +13 | 8  |
| Chambery Savoie Handball | 6 | 2  | 2 | 2 | 162 | 158 | +4  | 6  |
| HC Sporta Hlohovec       | 6 | 0  | 0 | 6 | 147 | 181 | –34 | 0  |

| 2014. február 9. 12:00 | HCM Constanța | 31 – 22     | HC Sporta Hlohovec | Konstanca Nézőszám: 1800 Játékvezetők: Mitrevski, Todorovski (macedónok) |
| 2014. február 9. 12:00 | Șimicu 9      | (17 – 12)   | Zatko 8            | Konstanca Nézőszám: 1800 Játékvezetők: Mitrevski, Todorovski (macedónok) |
| 2014. február 9. 12:00 | 4× 2×         | Jegyzőkönyv | 6× 3×              | Konstanca Nézőszám: 1800 Játékvezetők: Mitrevski, Todorovski (macedónok) |

| 2014. február 9. 17:15 | Füchse Berlin | 30 – 27     | Chambery Savoie Handball | Berlin Nézőszám: 5746 Játékvezetők: Gousko, Repkin (fehéroroszok) |
| 2014. február 9. 17:15 | Petersen 8    | (14 – 13)   | Nyokas 8                 | Berlin Nézőszám: 5746 Játékvezetők: Gousko, Repkin (fehéroroszok) |
| 2014. február 9. 17:15 | 3× 3×         | Jegyzőkönyv | 2× 2×                    | Berlin Nézőszám: 5746 Játékvezetők: Gousko, Repkin (fehéroroszok) |

| 2014. február 15. 18:00 | HC Sporta Hlohovec | 27 – 33     | Füchse Berlin | Galgóc Nézőszám: 1972 Játékvezetők: Cindrić, Gonžurek (horvátok) |
| 2014. február 15. 18:00 | Duris 7            | (11 – 18)   | Petersen 7    | Galgóc Nézőszám: 1972 Játékvezetők: Cindrić, Gonžurek (horvátok) |
| 2014. február 15. 18:00 | 4× 3×              | Jegyzőkönyv | 4× 3×         | Galgóc Nézőszám: 1972 Játékvezetők: Cindrić, Gonžurek (horvátok) |

| 2014. február 16. 19:00 | Chambery Savoie Handball | 29 – 29     | HCM Constanța | Chambéry Nézőszám: 2500 Játékvezetők: Leszczynski, Piechota (lengyelek) |
| 2014. február 16. 19:00 | Bicanić 7                | (14 – 14)   | Șimicu 7      | Chambéry Nézőszám: 2500 Játékvezetők: Leszczynski, Piechota (lengyelek) |
| 2014. február 16. 19:00 | 4× 3×                    | Jegyzőkönyv | 7× 3× 2×      | Chambéry Nézőszám: 2500 Játékvezetők: Leszczynski, Piechota (lengyelek) |

| 2014. február 22. 18:00 | HC Sporta Hlohovec | 24 – 29     | Chambery Savoie Handball | Galgóc Nézőszám: 1580 Játékvezetők: San Jose, Murcia (spanyolok) |
| 2014. február 22. 18:00 | Zatko 9            | (12 – 13)   | N’Guessan 6              | Galgóc Nézőszám: 1580 Játékvezetők: San Jose, Murcia (spanyolok) |
| 2014. február 22. 18:00 | 5× 3×              | Jegyzőkönyv | 8× 3×                    | Galgóc Nézőszám: 1580 Játékvezetők: San Jose, Murcia (spanyolok) |

| 2014. február 23. 13:00 | HCM Constanța | 31 – 31     | Füchse Berlin | Konstanca Nézőszám: 2000 Játékvezetők: Hansen, Pettersen (norvégok) |
| 2014. február 23. 13:00 | Csepreghi 9   | (16 – 16)   | Zachrisson 8  | Konstanca Nézőszám: 2000 Játékvezetők: Hansen, Pettersen (norvégok) |
| 2014. február 23. 13:00 | 4× 3×         | Jegyzőkönyv | 5× 3×         | Konstanca Nézőszám: 2000 Játékvezetők: Hansen, Pettersen (norvégok) |

| 2014. március 16. 13:00 | Füchse Berlin | 28 – 26     | HCM Constanța | Berlin Nézőszám: 4961 Játékvezetők: Olesen, Pedersen (dánok) |
| 2014. március 16. 13:00 | Jaszka 8      | (12 – 11)   | Toma 7        | Berlin Nézőszám: 4961 Játékvezetők: Olesen, Pedersen (dánok) |
| 2014. március 16. 13:00 | 3× 3×         | Jegyzőkönyv | 5× 2×         | Berlin Nézőszám: 4961 Játékvezetők: Olesen, Pedersen (dánok) |

| 2014. március 16. 19:00 | Chambery Savoie Handball | 27 – 21     | HC Sporta Hlohovec | Chambéry Nézőszám: 2308 Játékvezetők: Wyss, Zowa (svájciak) |
| 2014. március 16. 19:00 | Bicanić 7                | (16 – 8)    | Zatko 6            | Chambéry Nézőszám: 2308 Játékvezetők: Wyss, Zowa (svájciak) |
| 2014. március 16. 19:00 | 3× 3×                    | Jegyzőkönyv | 4× 3×              | Chambéry Nézőszám: 2308 Játékvezetők: Wyss, Zowa (svájciak) |

| 2014. március 22. 16:00 | Chambery Savoie Handball | 25 – 25     | Füchse Berlin | Chambéry Nézőszám: 3000 Játékvezetők: Herczeg, Südi (magyarok) |
| 2014. március 22. 16:00 | Basić 8                  | (12 – 10)   | Petersen 6    | Chambéry Nézőszám: 3000 Játékvezetők: Herczeg, Südi (magyarok) |
| 2014. március 22. 16:00 | 1× 2×                    | Jegyzőkönyv | 5× 3×         | Chambéry Nézőszám: 3000 Játékvezetők: Herczeg, Südi (magyarok) |

| 2014. március 22. 18:00 | HC Sporta Hlohovec | 25 – 27     | HCM Constanța | Galgóc Nézőszám: 1500 Játékvezetők: Vitaku, Vitaku (koszovóiak) |
| 2014. március 22. 18:00 | Balaz 8            | (15 – 12)   | Șimicu 7      | Galgóc Nézőszám: 1500 Játékvezetők: Vitaku, Vitaku (koszovóiak) |
| 2014. március 22. 18:00 | 6× 3×              | Jegyzőkönyv | 2× 2×         | Galgóc Nézőszám: 1500 Játékvezetők: Vitaku, Vitaku (koszovóiak) |

| 2014. március 30. 12:00 | HCM Constanța | 29 – 25     | Chambery Savoie Handball | Konstanca Nézőszám: 1680 Játékvezetők: Vesović, Mitrović (montenegróiak) |
| 2014. március 30. 12:00 | Csepreghi 10  | (15 – 14)   | Gille 4                  | Konstanca Nézőszám: 1680 Játékvezetők: Vesović, Mitrović (montenegróiak) |
| 2014. március 30. 12:00 | 3× 3× 1×      | Jegyzőkönyv | 4× 3×                    | Konstanca Nézőszám: 1680 Játékvezetők: Vesović, Mitrović (montenegróiak) |

| 2014. március 30. 17:15 | Füchse Berlin | 34 – 28     | HC Sporta Hlohovec | Berlin Nézőszám: 4632 Játékvezetők: Mäkinen, Jonsson (svédek) |
| 2014. március 30. 17:15 | Petersen 9    | (17 – 14)   | Zatko 10           | Berlin Nézőszám: 4632 Játékvezetők: Mäkinen, Jonsson (svédek) |
| 2014. március 30. 17:15 | 2× 3×         | Jegyzőkönyv | 2× 3×              | Berlin Nézőszám: 4632 Játékvezetők: Mäkinen, Jonsson (svédek) |

## Negyeddöntők
A negyeddöntőkbe a négy csoportgyőztes jutott be, míg a négy csoport második közül a legjobb három csoport második. Így a második helyezettek közül a Sporting CP, a HBC Nantes és a HCM Constanța jutottak tovább, míg a Reale Ademar Leon kiesett.

### Eredmények
| 1. csapat     | Össz. | 2. csapat                    | 1. mérk. | 2. mérk. |
| ------------- | ----- | ---------------------------- | -------- | -------- |
| HCM Constanța | 59–55 | Lugi HF                      | 31–21    | 28–34    |
| Sporting CP   | 51–55 | Pick Szeged                  | 29–27    | 22–28    |
| HBC Nantes    | 49–59 | Montpellier Agglomeration HB | 25–26    | 24–33    |

| 2014. április 19. 12:00 | HCM Constanța | 31 – 21     | Lugi HF                                   | Konstanca Nézőszám: 1800 Játékvezetők: Jurinović, Mrvica (horvátok) |
| 2014. április 19. 12:00 | Șimicu 10     | (15 – 10)   | Ernstsson, Gudmundson, Hippe, Tingsvall 4 | Konstanca Nézőszám: 1800 Játékvezetők: Jurinović, Mrvica (horvátok) |
| 2014. április 19. 12:00 | 5× 3×         | Jegyzőkönyv | 3× 3×                                     | Konstanca Nézőszám: 1800 Játékvezetők: Jurinović, Mrvica (horvátok) |

| 2014. április 26. 19:30 | Lugi HF | 34 – 28     | HCM Constanța | Lund Nézőszám: 900 Játékvezetők: Zotin, Volodkov (oroszok) |
| 2014. április 26. 19:30 | Hippe 7 | (14 – 13)   | Șimicu 8      | Lund Nézőszám: 900 Játékvezetők: Zotin, Volodkov (oroszok) |
| 2014. április 26. 19:30 | 4× 3×   | Jegyzőkönyv | 5× 3× 1×      | Lund Nézőszám: 900 Játékvezetők: Zotin, Volodkov (oroszok) |

| 2014. április 20. 17:00 | Sporting CP       | 29 – 27     | Pick Szeged | Mafra Nézőszám: 1000 Játékvezetők: Pichon, Reveret (franciák) |
| 2014. április 20. 17:00 | Caseiro Portela 8 | (11 – 12)   | Larholm 8   | Mafra Nézőszám: 1000 Játékvezetők: Pichon, Reveret (franciák) |
| 2014. április 20. 17:00 | 2× 3×             | Jegyzőkönyv | 3× 3×       | Mafra Nézőszám: 1000 Játékvezetők: Pichon, Reveret (franciák) |

| 2014. április 27. 19:15 | Pick Szeged     | 28 – 22     | Sporting CP   | Szeged Nézőszám: 3200 Játékvezetők: Pandzić, Mosorinski (szerbek) |
| 2014. április 27. 19:15 | Niko Mindegía 7 | (16 – 10)   | Carol Marzo 8 | Szeged Nézőszám: 3200 Játékvezetők: Pandzić, Mosorinski (szerbek) |
| 2014. április 27. 19:15 | 3× 3×           | Jegyzőkönyv | 5× 3×         | Szeged Nézőszám: 3200 Játékvezetők: Pandzić, Mosorinski (szerbek) |

| 2014. április 21. 19:30 | HBC Nantes | 25 – 26     | Montpellier HB | Nantes Nézőszám: 5000 Játékvezetők: Eliasson, Palsson (izlandiak) |
| 2014. április 21. 19:30 | Claire 7   | (13 – 15)   | Gajić 12       | Nantes Nézőszám: 5000 Játékvezetők: Eliasson, Palsson (izlandiak) |
| 2014. április 21. 19:30 | 2× 3×      | Jegyzőkönyv | 4× 3× 1×       | Nantes Nézőszám: 5000 Játékvezetők: Eliasson, Palsson (izlandiak) |

| 2014. április 27. 19:00 | Montpellier HB | 33 – 24     | HBC Nantes     | Montpellier Nézőszám: 3000 Játékvezetők: Geipel, Helbig (németek) |
| 2014. április 27. 19:00 | Gajić 10       | (17 – 9)    | Maqueda Peña 8 | Montpellier Nézőszám: 3000 Játékvezetők: Geipel, Helbig (németek) |
| 2014. április 27. 19:00 | 4× 3×          | Jegyzőkönyv | 2× 3×          | Montpellier Nézőszám: 3000 Játékvezetők: Geipel, Helbig (németek) |

## Elődöntők
| 2014. május 17. 17:15 | HCM Constanța | 32 – 36     | Montpellier HB | Berlin Nézőszám: 7250 Játékvezetők: Stolarovs, Licis (lettek) |
| 2014. május 17. 17:15 | Csepreghi 10  | (14 – 18)   | Gajić 9        | Berlin Nézőszám: 7250 Játékvezetők: Stolarovs, Licis (lettek) |
| 2014. május 17. 17:15 | 3× 3×         | Jegyzőkönyv | 6× 3×          | Berlin Nézőszám: 7250 Játékvezetők: Stolarovs, Licis (lettek) |

| 2014. május 17. 14:35 | Füchse Berlin        | 22 – 24     | Pick Szeged | Berlin Nézőszám: 8500 Játékvezetők: Togstad, Kristiansen (dánok) |
| 2014. május 17. 14:35 | Jaszka, Zachrisson 6 | (9 – 13)    | Balogh 6    | Berlin Nézőszám: 8500 Játékvezetők: Togstad, Kristiansen (dánok) |
| 2014. május 17. 14:35 | 3× 3×                | Jegyzőkönyv | 2× 3×       | Berlin Nézőszám: 8500 Játékvezetők: Togstad, Kristiansen (dánok) |

## A 3. helyért
| 2014. május 18. 13:00 | HCM Constanța | 28 – 29     | Füchse Berlin      | Berlin Nézőszám: 7000 Játékvezetők: Cohen, Peretz (izraeliek) |
| 2014. május 18. 13:00 | Csepreghi 6   | (14 – 13)   | Romero Fernandez 8 | Berlin Nézőszám: 7000 Játékvezetők: Cohen, Peretz (izraeliek) |
| 2014. május 18. 13:00 | 4× 3×         | Jegyzőkönyv | 6× 3×              | Berlin Nézőszám: 7000 Játékvezetők: Cohen, Peretz (izraeliek) |

## Döntő
| 2014. május 18. 15:35 | Montpellier HB | 28 – 29     | Pick Szeged | Berlin Nézőszám: 7000 Játékvezetők: Nikolov, Nachevski (macedónok) |
| 2014. május 18. 15:35 | Gajić 10       | (14 – 16)   | Ilyés 7     | Berlin Nézőszám: 7000 Játékvezetők: Nikolov, Nachevski (macedónok) |
| 2014. május 18. 15:35 | 2× 3×          | Jegyzőkönyv | 7× 3×       | Berlin Nézőszám: 7000 Játékvezetők: Nikolov, Nachevski (macedónok) |

## Győztes
| A 2013–2014-es férfi kézilabda EHF-kupa győztese |
| ------------------------------------------------ |
| Pick Szeged 1. cím                               |